# Geschichte Thüringens
Die Geschichte Thüringens umschreibt die Entwicklung eines geographischen Raums dessen Kerngebiet das Thüringer Becken ist, von der Ur- und Frühgeschichte bis zur Gegenwart, in der das Bundesland Thüringen diesen Raum einnimmt.
Die Geschichte Thüringens begann nicht erst mit den Thüringern und ihrem spätantiken Königreich, das ab etwa 531 schrittweise ins Frankenreich eingegliedert wurde, es war aber wohl noch über die Jahrhunderte hinweg identitätsstiftend, vielleicht ebenso die hochmittelalterliche Landgrafschaft Thüringen, die die übergräfliche Stellung der Landgrafen (Ludowinger, Wettiner) ausmachte, die das hohe Gericht und den Landfrieden in ganz Thüringen zu besorgen hatten. Erfurt ist seit dem frühen Mittelalter das geistliche, wirtschaftliche und kulturelle Zentrum Thüringens, in dem vom 10. bis zum 19. Jahrhundert die Erzbischöfe von Mainz herrschten, wie auch im Eichsfeld. In der Frühen Neuzeit gehörte der größte Teil Thüringens zum Kurfürstentum bzw. Herzogtum Sachsen und seinen Folgestaaten, neben den Schwarzburgern, Reußen und Preußen, bis zum Ende der Monarchie. 1920 wurde das Land Thüringen gegründet und 1990 das Bundesland Thüringen.

## Frühgeschichte und Altertum
Während der Elster-Kaltzeit war das Thüringer Becken von einem Eisschild bedeckt. Älteste Funde menschlicher Besiedlung stammen aus Bilzingsleben, Ehringsdorf bei Weimar (Ehringsdorfer Urmensch) sowie aus Ranis. Die Silexspitze von Weimar-Ehringsdorf könnte aus der mittleren Altsteinzeit stammen.
Um 100 v. Chr. wanderten Hermunduren aus dem Gebiet der unteren Elbe nach Thüringen ein und vertrieben die Kelten oder vermischten sich mit ihnen. Letztere lebten bis um Christi Geburt südlich des Thüringer Waldes und erbauten dort ihr einziges Oppidum auf dem Gebiet Mitteldeutschlands, die Steinsburg bei Römhild. Da es sich bei der Steinsburg vermutlich um das bei Claudios Ptolemäus erwähnte oppidum Bikourgion handelt, ist Römhild als der älteste Ort auf dem Gebiet des heutigen Thüringen anzusehen.
Im Jahr 3 n. Chr. vereinigte der Markomannenfürst Marbod Hermunduren, Turonen, Quaden, Langobarden und Semnonen in seinem Reich. 19 n. Chr. vertrieb Vibilius, Fürst der Hermunduren, den Markomannen Catualda, den Nachfolger Marbods und verleibte sich so den nordböhmischen Teil des Markomannenreiches ein. Laut Tacitus (98 n. Chr.) entsprang die Elbe, deren Quelle tatsächlich im nordöstlichen Böhmen liegt, im Gebiet der Hermunduren.
Die Römer herrschten zwar niemals in Thüringen, dennoch unterhielten sie Handelsbeziehungen und unternahmen einige Expeditionen dorthin. Vielfach wurden im Land römische Münzen gefunden, und die römische Töpferei von Haarhausen bei Erfurt war fast identisch mit Töpfereien der Römer.
Die bis vor einigen Jahren vorrangige These, dass im 3. Jahrhundert Angeln und Warnen von Norden nach Thüringen einbrachen und zusammen mit den Hermunduren und Turonen die Thüringer bildeten, ist heute nicht mehr haltbar. Der Zusammenhang zwischen Hermunduren, die letztmals im 1. Jahrhundert erwähnt werden, und den Thüringern ist eine Erfindung. Im 4. Jahrhundert wurde der Name Thoringi erstmals durch Flavius Vegetius Renatus schriftlich erwähnt, wobei diese Quelle bezweifelt wird. Sicher hingegen ist die Existenz von Sidonius Apollinaris, eines gallischen Autors, der um 480 die Thoringi als einen ehemaligen Gefolgschaftsverband des Hunnenkönigs Attila bei dessen Kriegszug nach Gallien benannte.

## Mittelalter

### Reich der Thüringer
Das Reich der Thüringer existierte bis zur Zerschlagung durch die Franken und Sachsen im Jahr 531. Die Quellen sind spärlich, genau zu datieren ist nur das Ende.

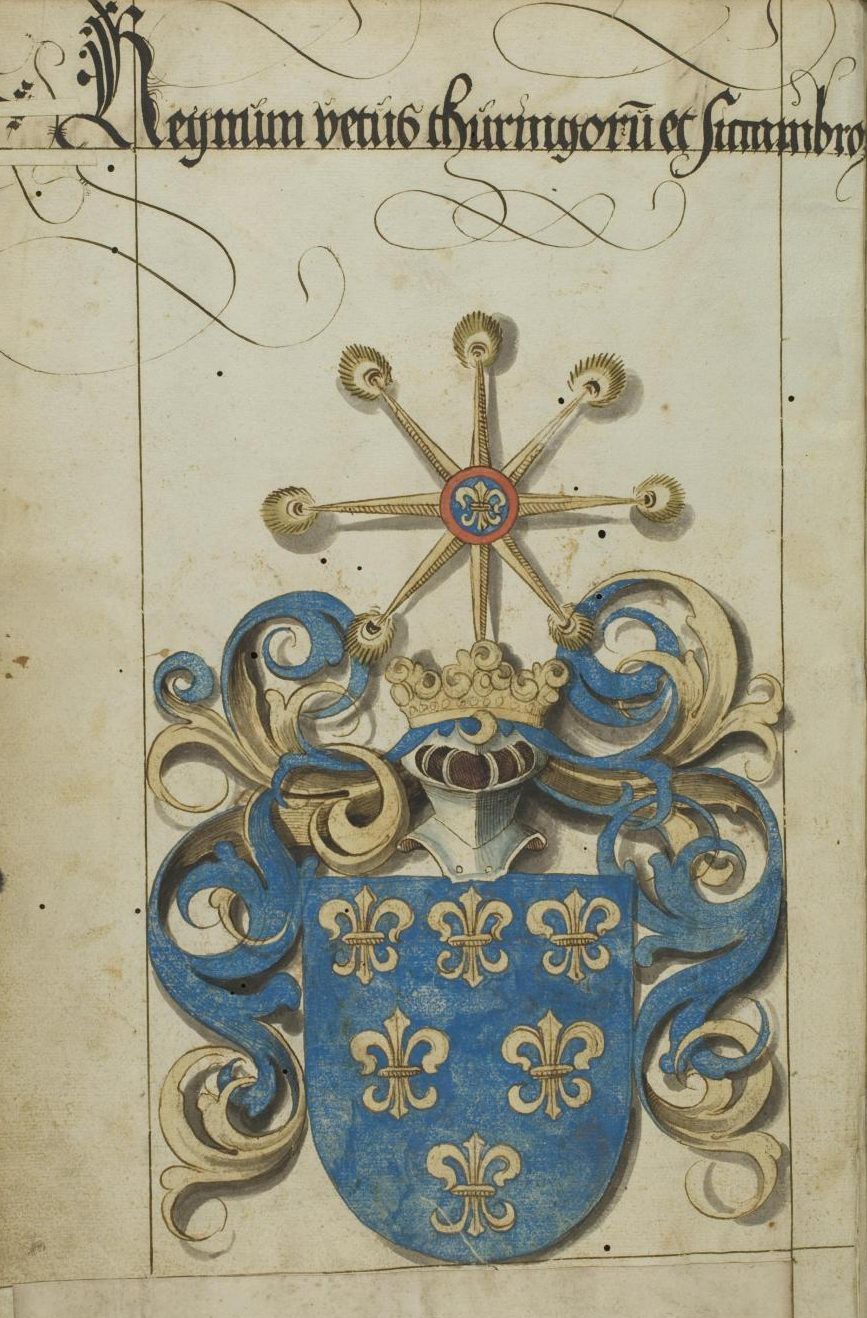
Angebliches Wappen des Reiches der Thüringer, 1546

Infolge des Abzugs der Hunnen Mitte des 5. Jahrhunderts konnten die Thüringer unter König Bisinus, dem ersten gesicherten Herrscher der Thüringer (um 500), die Herrschaft über ein ausgedehntes Gebiet übernehmen. Das Reich erstreckte sich vermutlich nach Süden über den Main hinaus und möglicherweise fast bis zur Donau.
Nach dem Tod des Bisinus regierten seine Söhne Baderich, Herminafried und Berthachar, von denen Berthachar wohl bereits früh verstarb. Schließlich blieb nur noch Herminafried als eigenständiger König übrig. Herminafried (Ermanfried, Hermenefred) heiratete die Gotin Amalaberga, eine Nichte des Ostgotenkönigs Theoderich der Große. Nach dem Tod Theoderichs 526 nutzten die Franken die Gelegenheit und griffen an. 531 war das Ende des Reiches gekommen. In der Schlacht an der Unstrut besiegten die merowingischen Franken unter den Königsbrüdern Chlothar I. und Theuderich I. die Thüringer. Ob die Sachsen in dieser Auseinandersetzung mit den Franken verbündet waren, ist in der modernen Forschung umstritten. Durch Flucht, Deportation und Mord (Herminafried 534 in Zülpich) fand die thüringische Königsfamilie ihr Ende. Die letzte Angehörige des Königshauses, Radegunde, starb 587 im fränkischen Exil und wurde später heiliggesprochen.
Das Reich wurde zerschlagen und unter den Siegern aufgeteilt. Das Gebiet nördlich des Harzes ging vermutlich an die Sachsen, der Süden wohl an die Franken. Die Gebiete östlich der Saale konnten von den Franken nicht gehalten werden und wurden von Slawen besiedelt. Als Tribut wurde den südlichen Thüringern der sogenannte Schweinezins auferlegt, demzufolge sie dem fränkischen Königshof jährlich 500 Schweine liefern mussten.
Das Iringlied erzählt eine von den Ereignissen inspirierte Geschichte vom Untergang des Reiches der Thüringer und dem Ende Herminafrieds.

### Das merowingische Herzogtum Thüringen

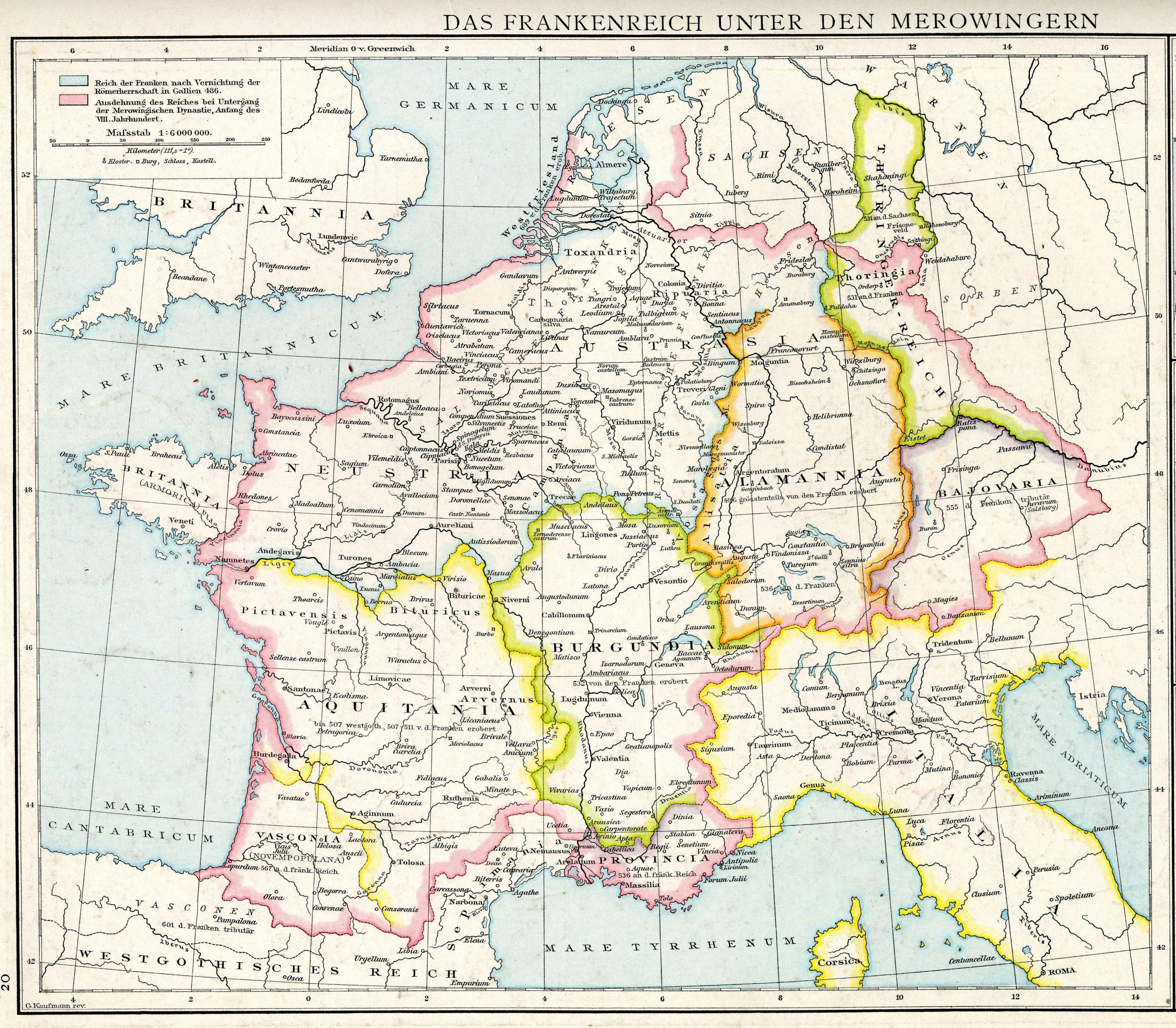
Das Thüringer-Reich als Teil des Fränkischen Reiches zu Zeiten der Merowinger

Um 630 errichteten die Merowinger in Thüringen ein Herzogtum und setzten als Herzog den Franken Radulf ein. Über ihn und seine Nachfolger Heden I. und Heden II. ist fast nichts bekannt. Heden II. schenkte 704 seinen Hof Arnstadt dem Bischof Willibrord – es ist die älteste urkundliche Erwähnung eines Ortsnamens im Thüringer Gebiet.
Unklar ist, ob es sich bei Radulf um einen Herzog Hruodi handelt, der etwa gleichzeitig in der Würzburger Gegend herrschte. Das Herzogtum bestand bis ins späte 7. Jahrhundert.

### Thüringen in ottonischer und salischer Zeit

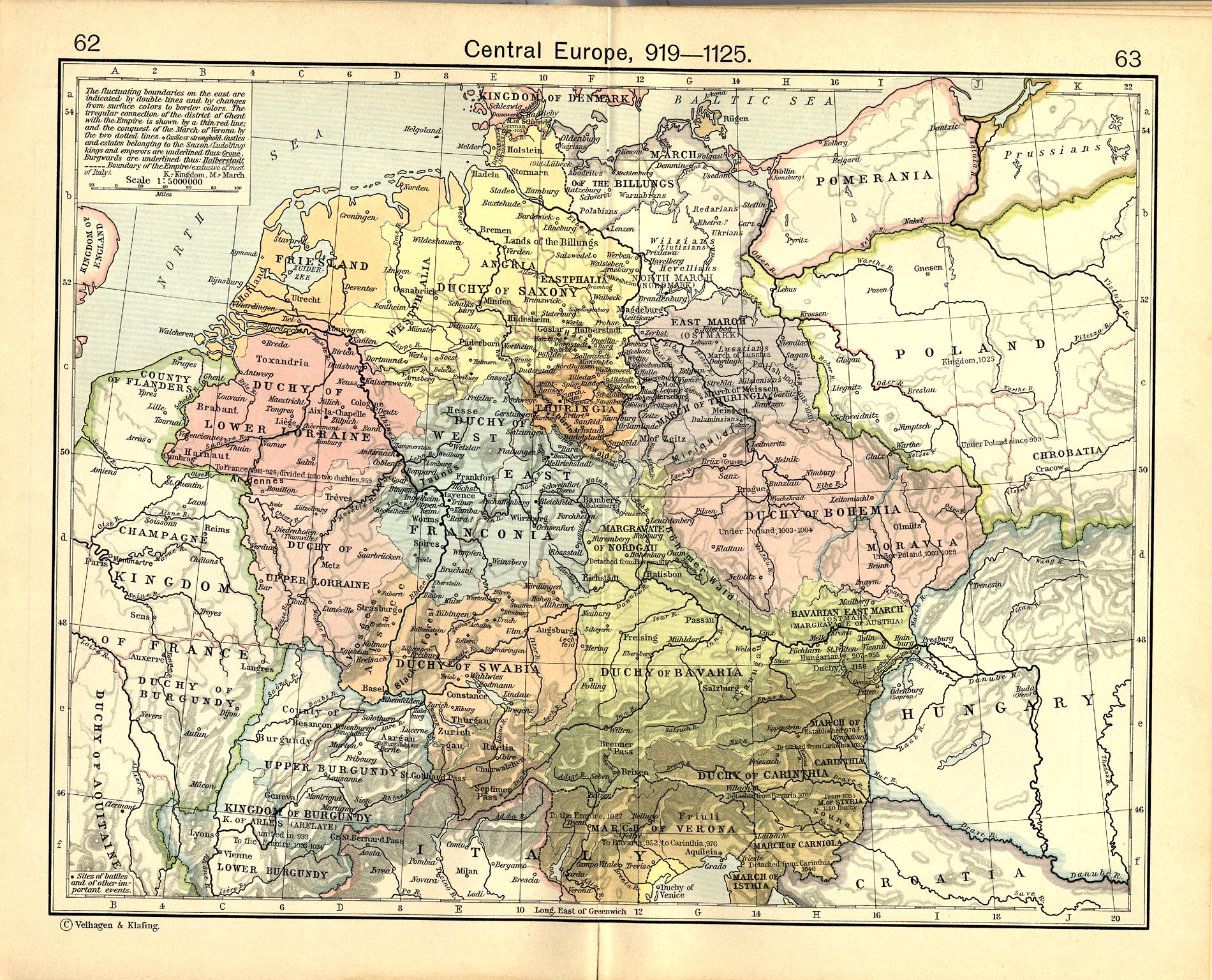
Thüringen als Teil des Heiligen Römischen Reiches zur Zeit der Salier

Im Gegensatz zu den übrigen deutschen Stämmen entstand bei den Thüringern zu Beginn der deutschen Geschichte Anfang des 10. Jahrhunderts kein eigenständiges neues Stammesherzogtum. In ottonischer Zeit waren die einflussreichsten Fürstenhäuser in der Region die Markgrafen von Meißen und die Grafen von Weimar. Thietmar von Merseburg schrieb, Markgraf Ekkehard I. sei durch das Volk der Thüringer zum Herzog gewählt worden – auch wenn eine solche Wahl, falls sie tatsächlich stattgefunden hat, kaum Rechtsgültigkeit besessen hätte. Nach der Ermordung Ekkehards I. im Kloster Pöhlde im Jahr 1002 stiegen die Grafen von Weimar zur wichtigsten Familie des Landes auf. Als König Heinrich II. bei seinem Krönungsumritt im Juli 1002 Kirchberg bei Jena besuchte, trat Wilhelm II. als Fürsprecher aller Thüringer auf und erreichte beim König nach fast 500 Jahren die Aufhebung des Schweinezinses.
Unter den thüringischen Adelsgeschlechtern des Mittelalters gewann das der Ludowinger eine besondere Bedeutung. Seine ersten bekannten Angehörigen standen, wie die verwandten Reginbodonen, in engerer Beziehung zum Erzbistum Mainz und waren (auch) am mittleren Main begütert. Ludwig der Bärtige, angeblich ein Verwandter Giselas, der Ehefrau Kaiser Konrads II., erhielt um 1040 ein Lehen nördlich des Thüringer Waldes und legte die heute verfallene Schauenburg an. Im Raum Friedrichroda/Finsterbergen erwarb er ein ansehnliches Territorium, das später, auch durch Heirat, bis an den Harz ausgedehnt werden konnte. Sein Sohn Ludwig der Springer erbaute 1067 die Wartburg.

### Die ludowingische Landgrafschaft Thüringen
Ludwig I. wurde 1131 vom späteren Kaiser Lothar von Supplinburg zum Landgrafen von Thüringen erhoben. Diese neue Landgrafschaft war 1111/1112 durch Kaiser Heinrich V. geschaffen worden. Als erster Landgraf war der bayerisch-sächsische Graf Hermann von Formbach, Radelberg und Winzenburg († 1137 oder 1138) eingesetzt, aber 1130 all seiner Ämter enthoben worden. Nach dem Tod von Kunigunde von Bilstein im Jahre 1140 erbte Ludwig I. auch die gisonischen Hessengaue.
Unter den Ludowinger Landgrafen wurde Thüringen mehrfach in den staufisch-welfischen Thronstreit hineingerissen. Die auf ihren Vorteil bedachten Landgrafen wechselten in dieser Zeit mehrfach die Fronten. Die landgräflichen Hauptresidenzen Wartburg, Runneburg, Neuenburg, das Marburger Landgrafenschloss und die Burg Creuzburg wurden prachtvoll ausgestattet und waren im 12. und 13. Jahrhundert Zentren deutscher Kultur. Bekannt sind der sagenhafte Sängerkrieg und das Wirken der heiligen Elisabeth. Die Heirat Ludwigs IV. mit Elisabeth, der Tochter des ungarischen Königs Andreas’ II., zeigt, dass die Ludowinger zu den mächtigsten Reichsfürsten zählten.

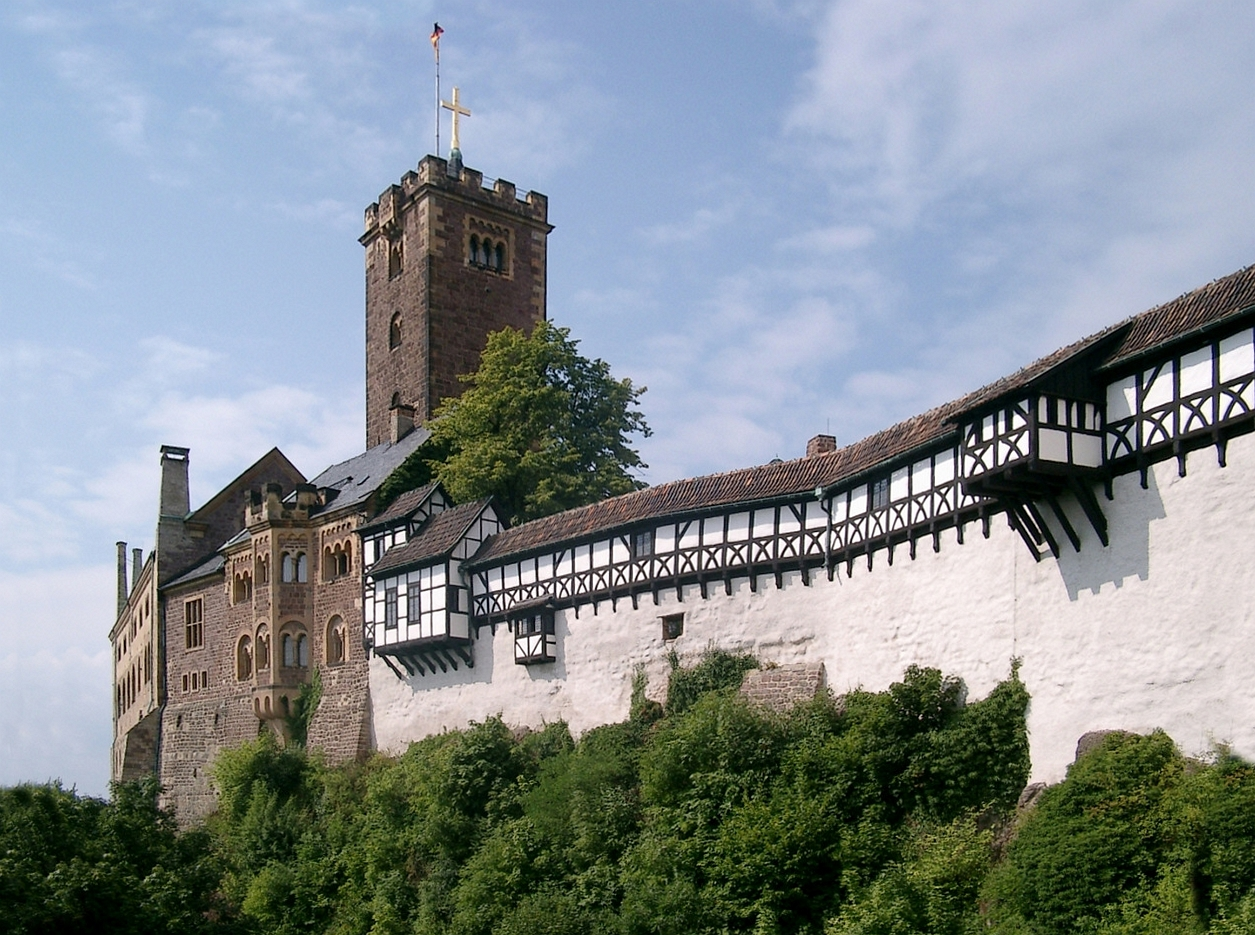
Wartburg
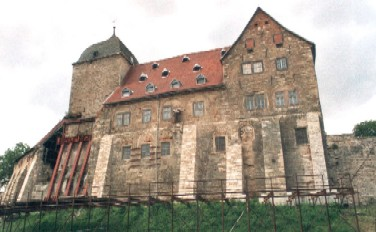
Runneburg
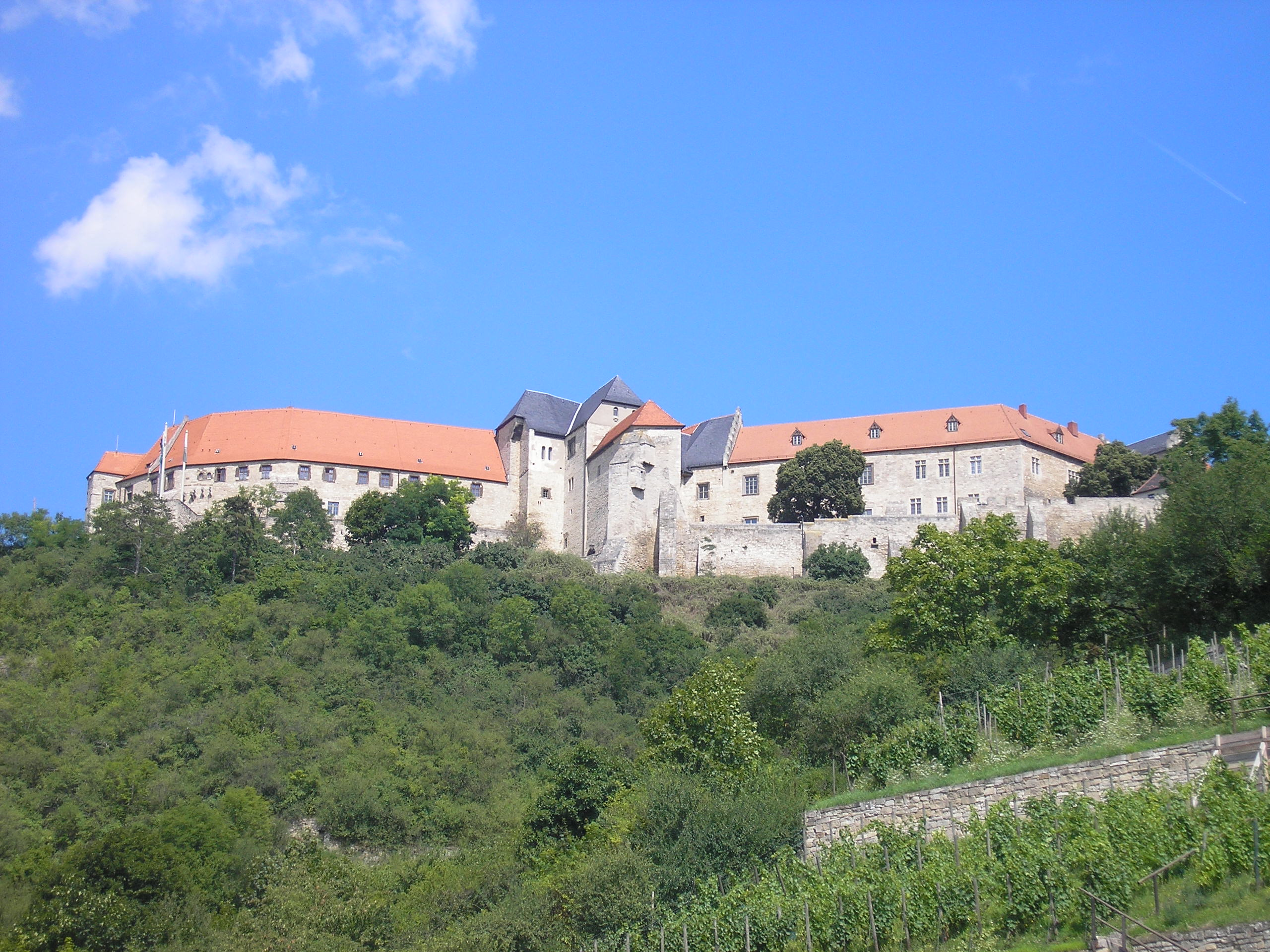
Neuenburg
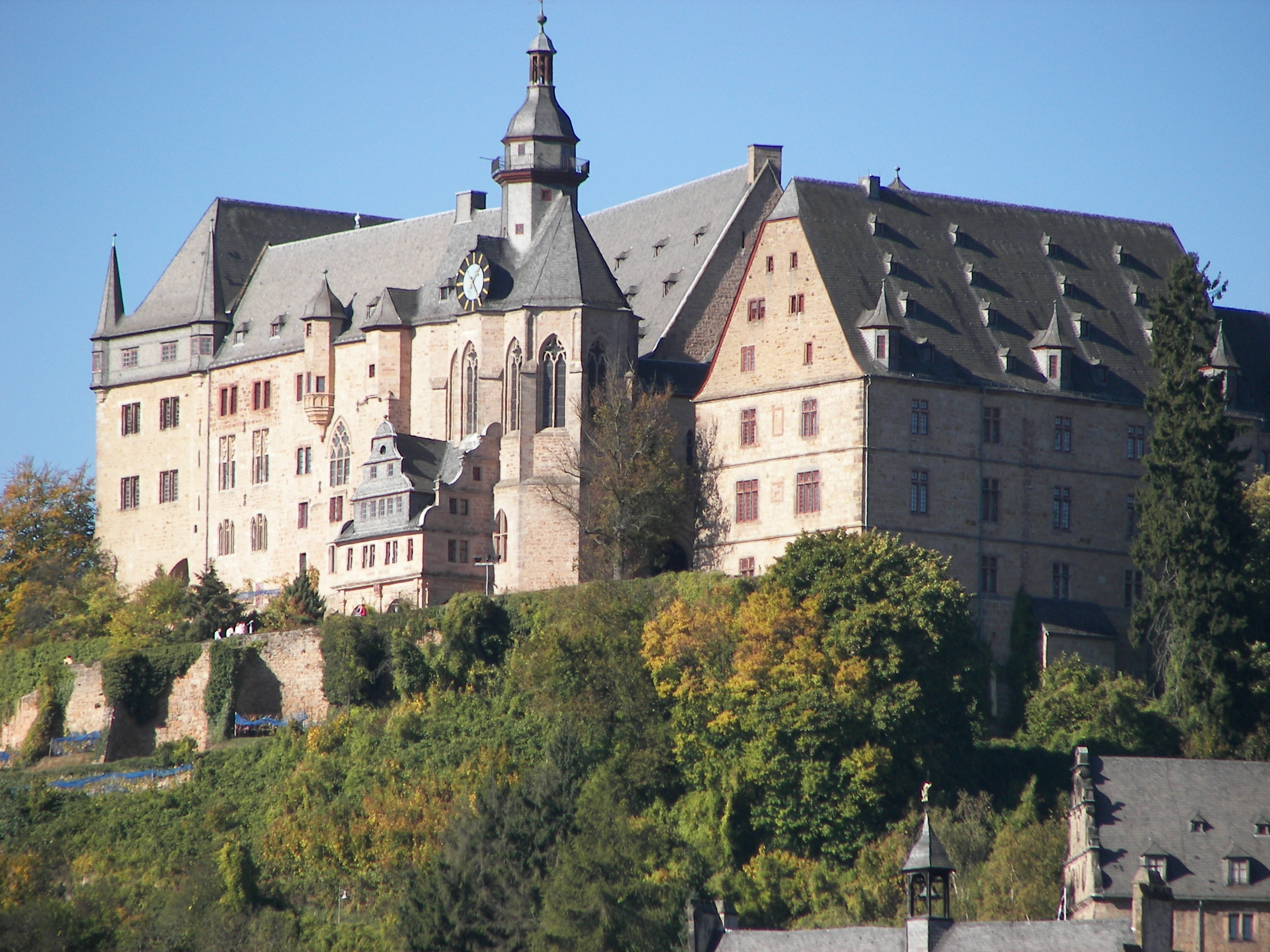
Marburg
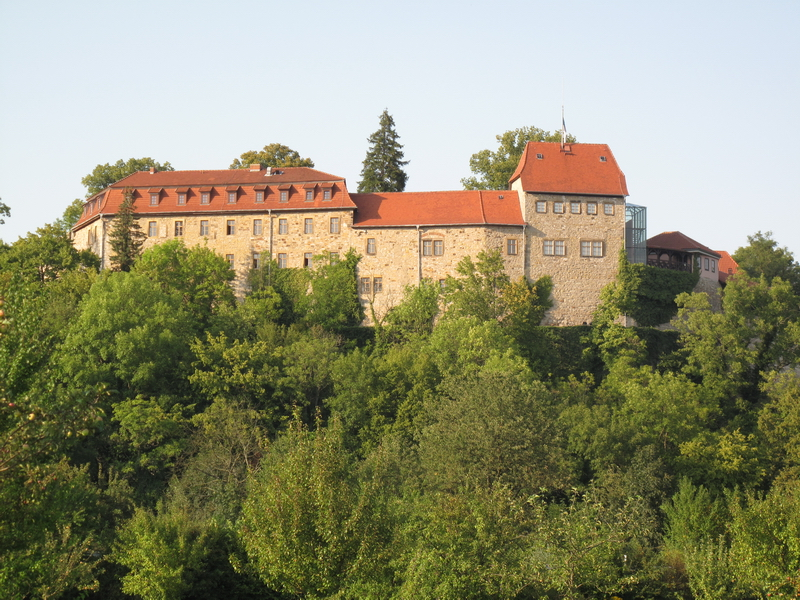
Creuzburg
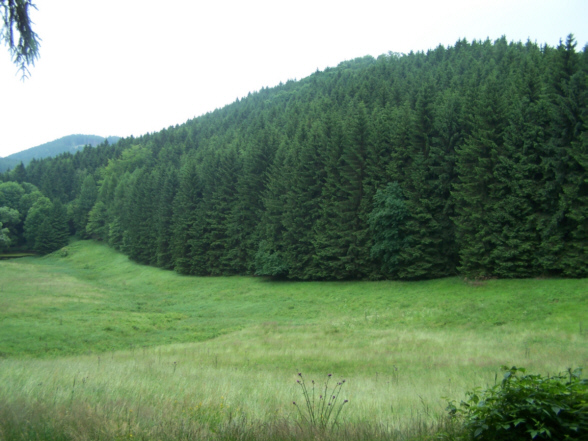
Berg der abgegangenen Schauenburg, Stammburg der Ludowinger
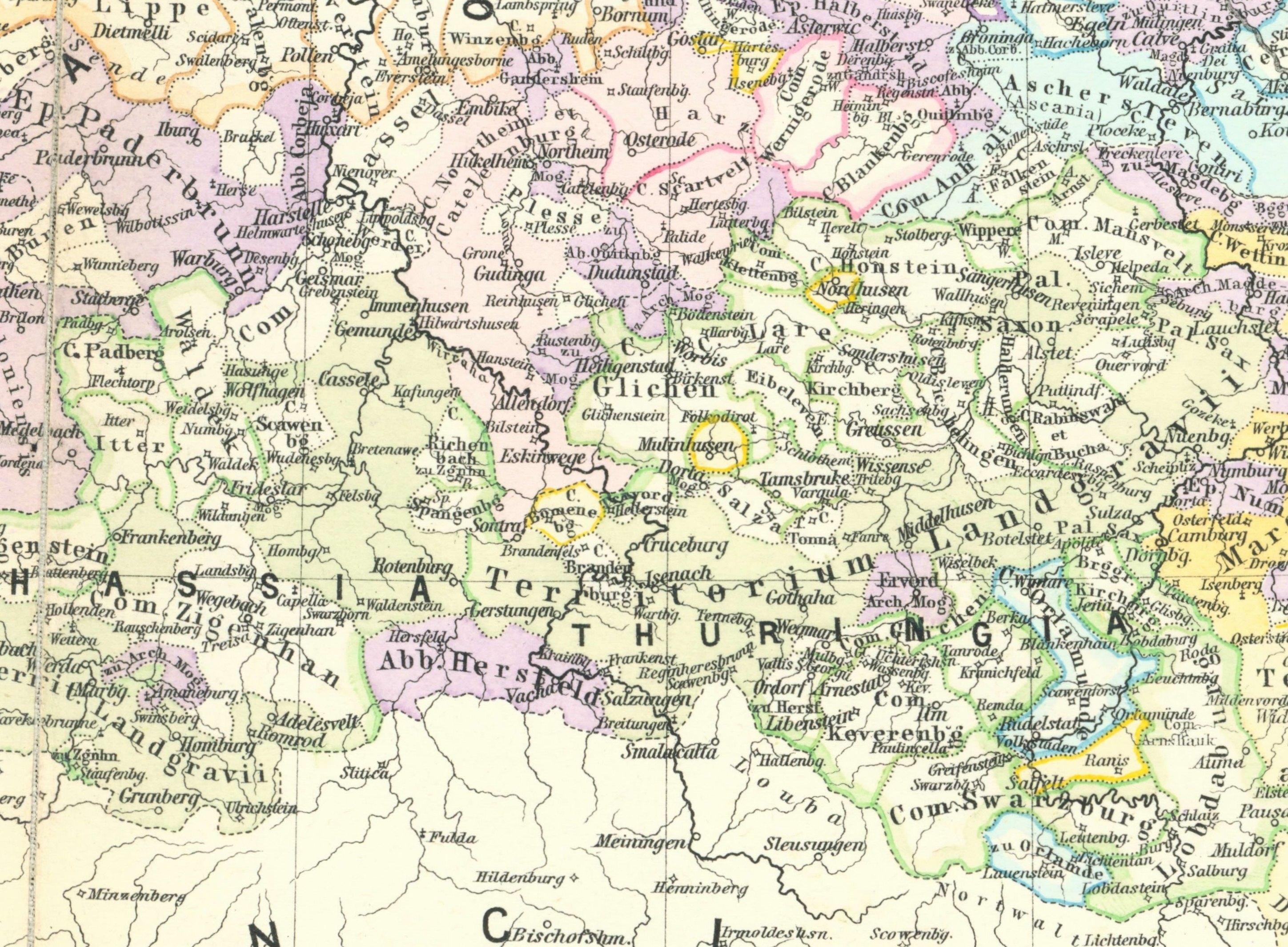
Landgrafschaft Thüringen

### Erste Stadtgründungen
Im 12. Jahrhundert erfolgten auch in Thüringen die ersten Stadtrechtsverleihungen. Nach königlichem Recht (ius civitatis) waren die Stadtrechte von Mühlhausen, Nordhausen und Saalfeld gestaltet und diese Städte zu Reichsstädten erhoben worden. Das dem Mainzer Erzbistum unterstellte Erfurt galt zu dieser Zeit bereits als eine mittelalterliche Großstadt mit über 10 000 Einwohnern. Noch im 13. Jahrhundert entstand eine Gruppe kleiner Städte, meist in der Nähe landgräflicher Burgen, wie Waltershausen, die dem Handel und Handwerk größere Vorteile boten als in dörflicher Umgebung. Die Ludowinger waren auch die ersten Herrscher Thüringens, die aktive Städtepolitik betrieben und diese zur Machtsicherung und -erweiterung einsetzten. Aus den Stadtgrundrissen lassen sich geplanten Stadtgründungen (nach Eisenacher Stadtrecht) an einem rechteckigen Straßenraster erschließen. Zu diesen gehören Gebesee und Weißensee, welches zu einem Machtzentrum im östlichen Teil der Landgrafschaft avancierte, oder Thamsbrück (1206) und Langensalza (1268), die nicht im Machtbereich der Ludowinger lagen.

### Geistliche Ritterorden in Thüringen

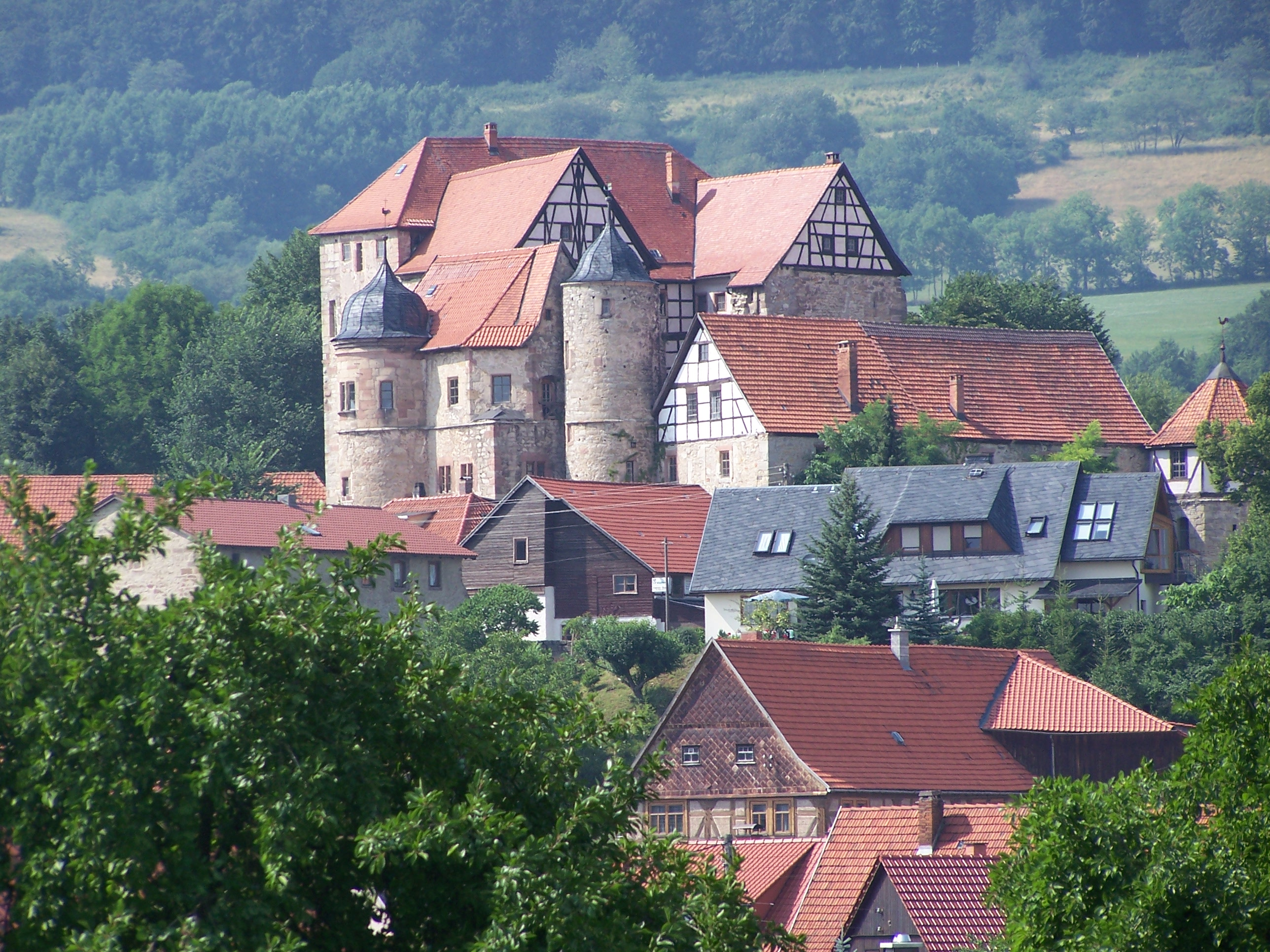
Die Johanniterburg in Kühndorf

In der Zeit der Kreuzzüge hatten sich Ritterorden herausgebildet, die auch in Thüringen hohes Ansehen genossen. In engster Beziehung zum Landgrafenhaus befand sich der Deutsche Orden. In der ersten Hälfte des 13. Jahrhunderts übernahm er wichtige Positionen östlich der Saale und gründet Niederlassungen (Komtureien) in Altenburg (1214), Zwätzen (1221),
Porstendorf und Schleiz (1224) sowie im westlichen Thüringen Nägelstädt (1222) und Mühlhausen (1227). Durch Schenkungen und Landkauf entstanden im Umkreis dieser oft burgartig befestigten Sitze weitere Landgüter. Die Ballei Thüringen fand ihren Hauptsitz in Zwätzen. Der Johanniterorden war ebenfalls in Thüringen vertreten, sein administratives Zentrum lag im Raum Weißensee, der Templerorden hatte in Topfstedt bei Greußen Fuß gefasst, kleine Hospitalorden (z. B. der Lazariter-Orden auf dem Wackenhof bei Kupfersuhl) vervollständigen das Bild.

### Die Landgrafschaft unter den Wettinern im Spätmittelalter

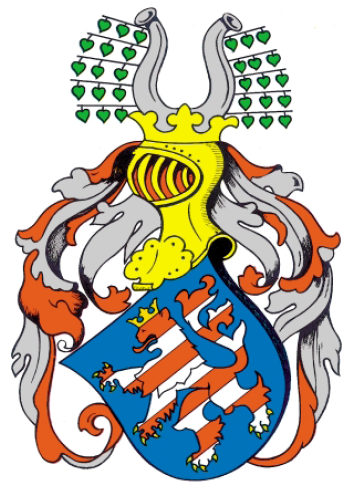
Vollwappen Albrechts II.

Der letzte Ludowinger, Heinrich Raspe, versuchte 1246, die deutsche Königskrone zu erlangen, und wurde sogar am 22. Mai 1246 mit päpstlicher Unterstützung zum König gewählt, starb jedoch ein knappes Jahr später. Daraufhin kam es zum thüringisch-hessischen Erbfolgekrieg zwischen dem Enkel Hermanns I., dem Meißener Markgrafen Heinrich dem Erlauchten, dem Heinrich Raspe 1243 die Eventualbelehnung im Falle seines Todes zugesichert hatte, und Sophie von Brabant, einer Tochter Ludwigs IV. und der heiligen Elisabeth, die das Erbe für ihren minderjährigen Sohn Heinrich das Kind beanspruchte. Nach Kriegsende (1264) fiel Thüringen zum Großteil an den Wettiner Heinrich den Erlauchten. Der Westteil des ehemaligen ludowingischen Herrschaftsgebietes, die durch Heirat zur thüringischen Landgrafschaft hinzugekommenen hessischen Grafschaften, nahmen seit 1264 wieder eine eigene Entwicklung und bildeten die Landgrafschaft Hessen unter Heinrich I. von Hessen, dem Sohn Sophies von Brabant.

Karte Thüringens (1680)

Heinrich der Erlauchte überließ die Landgrafschaft Thüringen seinem Sohn Albrecht II., dessen Sohn Friedrich I. erstmals über die Landgrafschaft Thüringen und die Mark Meißen in Personalunion herrschte. Mit dem Vertrag von Chemnitz 1382 wurde die Landgrafschaft Thüringen dessen Enkel Balthasar übertragen, der sie seinem Sohn Friedrich IV. vererbte. Ab 1445 herrschte Wilhelm III. in der Landgrafschaft, der von seinem Vater Friedrich den Titel eines Herzogs von Sachsen geerbt hatte. Einige Jahre nach dessen Tod 1485 wurde die Landgrafschaft Thüringen geteilt (Leipziger Teilung), den nördlichen Teil erhielt Albrecht (Thüringer Kreis) und den südlichen Teil Ernst. Die Wettiner bauten ihre Herrschaft in Thüringen im Spätmittelalter stetig aus, etwa konnten sie im Thüringer Grafenkrieg ihre Dominanz gegenüber den anderen Grafen in Thüringen sichern. Ab der frühen Neuzeit wurden die wettinischen Gebiete Thüringens immer wieder geteilt (Ernestinische Herzogtümer), wodurch Thüringen im Heiligen Römischen Reich machtpolitisch keine Rolle mehr spielte.

### Entwicklung in Nordthüringen

#### Königspfalzen und Freie Reichsstädte
Für die Entwicklung der deutschen Geschichte während der ottonischen, salischen und Stauferzeit befanden sich im thüringischen Helmegau wichtige Königspfalzen: Wallhausen und Tilleda mit der unmittelbar darüber befindlichen staufischen Reichsburg Kyffhausen, außerdem die Reichsburg Nordhausen, um welche sich die Stadt Nordhausen bildete. Ebenso wichtig war die abgegangene Pfalz Memleben, die sich im benachbarten Gau Engilin befand. In der Pfalz Wallhausen heirateten 909 König Heinrich I und die später heiliggesprochene Mathilde. Hier wurde wahrscheinlich 912 ihr Sohn der spätere Kaiser Otto I. „der Große“ geboren. Wallhausen, Tilleda, Nordhausen und Memleben waren häufige Aufenthaltsorte von ottonischen und salischen Königen und Kaisern. Wallhausen, Tilleda und Nordhausen auch vom Stauferkaiser Friedrich I. „Barbarossa“ wo Urkunden ausgestellt und Hoftage abgehalten wurden. Nordhausen wurde am 27. Juli 1220 vom Stauferkaiser Friedrich II. zur Freien Reichsstadt erhoben. Auch Mühlhausen ist zu nennen, welches mit seiner Reichsburg und umliegender Stadt (Stadtrechte seit 1135) im Jahre 1251 den Titel einer Reichsstadt erlangte und sich 1256 dem Rheinischen Städtebund anschloss. Hier fand 1188 die Königswahl des Staufers Philipp von Schwaben statt. Die Städte Erfurt, Nordhausen und Mühlhausen schlossen sich zwischen 1304/06 und 1481 zum Thüringer Dreistädtebund und wurden 1430 Mitglieder der Hanse.

#### Grafschaft Beichlingen
Die Grafschaft Beichlingen erstreckte sich ursprünglich im nordöstlichen Teil des Thüringer Beckens um deren Hauptresidenz auf dem Schloss Beichlingen. Auf der Rothenburg im Kyffhäusergebirge residierte von 1103 bis 1209 Christian von Rothenburg (1103 erste urkundliche Erwähnung), welche im Jahr 1209 an die Grafschaft Beichlingen fiel. Diese herrschten bis 1348 auch über weite Gebiete in der Goldenen Aue (Helmegau), um das Kyffhäusergebirge und in der Hainleite. Mit zunehmenden finanziellen Schwierigkeiten in dieser Region verkauften sie noch vor 1300 die Ortschaft Heringen, an die Grafschaft Hohnstein, im Jahr 1340 dann die Ortschaft Frankenhausen an die Grafschaft Schwarzburg und 1348 Kelbra wieder die Grafen von Hohnstein. Ebenso verkauften sie die im Jahre 1227 gerade erst erhaltene Grafschaft Lohra, zuerst im Jahre 1289 den westlichen Teil an die wettinische Landgrafschaft Thüringen, 1320 den zentralen und östlichen Teil an Hohnstein. Im Jahre 1448 wurde der größte Teil des restlichen Besitzes im Thüringer Becken um Cölleda verpfändet an die Schwarzburger und Stolberger. 1468 verkaufte Schwarzburg seinen Anteil an Stolberg, welches nun weite Besitzungen im Thüringer Becken um Frohndorf und Großneuhausen besaß. Aber fast der gesamte Besitz im Thüringer Becken fiel wenige Jahre später zum Haus derer von Werthern: über den Reichs-Erbkammertürhüter Hans von Werthern, welcher 1487 erst das Gut Allerstedt und 1498 die Herrschaft Brücken erhielt. Im Jahre 1518 konnte es sogar für Brücken (Helme) das Stadtrecht durch Kaiser Maximilian I. erwirken, dieses Recht konnte aber später in den folgenden Jahrhunderten nicht mehr gehalten werden und verfiel wieder. Im Jahre 1505 erwarb der Erbkammertürhalter in definitiver Form sämtliche Stolbergischen -ehemals Beichlingischen Besitzungen im Thüringer Becken, wie die Herrschaft Frohndorf, mit Orlishausen, Ellersleben, Dermsdorf, Großneuhausen, Bachra, Battgendorf und Backleben. Im Jahre 1519 erhielt er den restlichen Besitz des Hauses Beichlingen: die Ortschaft Beichlingen mit dem dazugehörigen Stammschloss der Familie. Damit war die Grafschaft endgültig aufgelöst und endgültig in das Kurfürstentum Sachsen integriert.

#### Grafschaft Lohra
Die Grafschaft Lohra bestand im 12. und 13. Jahrhundert um die Burg Lohra und kontrollierte das obere Wippertal zwischen Worbis bis Kleinfurra, die Höhen der westlichen Hainleite und die Umgebung von Großbodungen und Bleicherode. Sie endete im Jahre 1227 mit dem Tod von Ludwig IV von Lohra. Die Grafschaft fiel danach an die Grafschaft Beichlingen, welche 1289 den westlichen Teil um Worbis an die wettinische Landgrafschaft Thüringen verkauften. Der Rest wurde dann 1320 ebenfalls verkauft, diesmal an die Grafschaft Hohnstein.

#### Grafschaften Hohnstein, Klettenberg und Stolberg
Die aus dem Südharz kommenden Grafen von Hohnstein entwickelten die Grafschaft Hohnstein zu einem Machtfaktor im nördlichen Thüringen, sowohl im Helmegau, als auch im oberen und mittleren Einzugsgebiet der Wipper. Die erste urkundliche Erwähnung der Burg Hohnstein war 1130, der letzte Regent verstarb 1593. Die Besitzer der Grafschaft Stolberg (bis 1815) waren vermutlich eine Nebenlinie der Hohnsteiner, welche als östlicher Nachbar bis 1815 existierten und ebenfalls Gebiete im Südharz und der Goldene Aue besaßen. Im Jahre 1253 wurde die im westlichen Helmegau befindliche Grafschaft Klettenberg von Hohnstein besetzt und in die Grafschaft Hohnstein eingefügt. Aus den ehemaligen Grafschaften Klettenberg und Lohra entstand im Jahre 1373 die Nebenlinie Hohnstein-Lohra-Klettenberg. Die Hohnsteiner erwarben um diese Zeit auch die Vogtei über das Kloster Walkenried.
Seit 1263 residierten Hohnsteiner auf der Spatenburg über der Stadt Sondershausen und herrschten über diese seit etwa 1300. Es bildete sich die Nebenlinie Hohnstein-Sondershausen, welche 1356 an die Grafschaft Schwarzburg vererbt wurde. In dieser Zeit (vor 1341) gaben die Honsteiner Sondershausen das Stadtrecht.
Heringen/Helme erhielt 1327 von den Hohnsteinern das Stadtrecht, ebenso Kelbra (Kyffhäuser) 1351, das seit 1348 zum Besitz gehörte. Graf Dietrich IV ließ zwischen 1318 und 1327 das Schloss Heringen errichten. Hier entstand 1373 die Nebenlinie Hohnstein-Kelbra-Heringen, die sich später weiter in die Nebenlinien Hohnstein-Kelbra und Hohnstein-Heringen aufspaltete. Beide Ämter fielen im Jahre 1413 an das Haus Wettin, welches beide zur Hälfte an die Schwarzburger und Stolberger als Lehen weitergab, die dieses bis 1815 behielten.
Im Jahre 1268 wurde Sömmerda an Hohnstein angeschlossen, das 1342 ebenfalls zu den Schwarzburgern kam.
Nach 1593 erfolgte die Auflösung der Grafschaft und deren Aufteilung auf verschiedenen Randstaaten, unter anderem der nordwestliche Teil mit der Umgebung von Walkenried einschließlich seines Klosters, den Ortschaften Zorge und Wieda an das Herzogtum Braunschweig-Lüneburg. Der Rest wurde unter den Schwarzburgern und Stolbergern aufgeteilt, wechselte aber öfters den Herrscher und wurde während des Dreißigjährigen Krieges zeitweilig von Schweden besetzt. Ab dem Westfälischen Frieden 1648, wo der größte Teil dem Kurfürstentum Brandenburg zugesprochen wurde,  stabilisierte sich seine Lage. Brandenburg konnte aber seinen Anspruch erst ab 1699 durchsetzen, da in der Zwischenzeit die Grafschaft Sayn-Wittgenstein bereits das Land regierte. Während der Napoleonischen Zeit wurde es Teil des Königreiches Westphalen und wurde dann auf dem Wiener Kongress von 1815 mit fast dem gesamten Rest Nordthüringens Teil der preußischen Provinz Sachsen. Im Jahr 1803 kam die Gegend zwischen Rothesütte im Nordwesten, Bösenrode im Südosten und Leimbach im Süden als Amt Hohnstein an das Königreich Hannover, aus welchem 1866 der Kreis Ilfeld der preußischen Provinz Hannover hervorging. Dieser Kreis wurde 1932 wieder aufgelöst und in die umgebende preußische Provinz Sachsen integriert.

#### Grafschaft Schwarzburg im Nordthüringer Raum
Im Jahre 1340 kam das bisherige Beichlinger Amt Frankenhausen an die Grafschaft Schwarzburg, erst an die Nebenlinie Schwarzburg-Blankenburg bis 1574, dann Schwarzburg-Frankenhausen, und ab 1599 wurde es Teil von Schwarzburg-Rudolstadt, welches es bis 1918 blieb. Zwischen 1413 und 1815 waren diese Frankenhäuser Nebenlinien der Schwarzburger gemeinsam mit der Grafschaft Stolberg mit den Ämtern Heringen und Kelbra belehnt. Beide Ämter gemeinsam mit der gesamten Grafschaft Stolberg fielen auf dem Wiener Kongress 1815 an Preußen. Die Grafschaft Schwarzburg-Rudolstadt bekam für den Verlust eine finanzielle Entschädigung. Das Amt Frankenhausen blieb bis 1918 bei Schwarzburg-Rudolstadt.
Die Stadt Sondershausen mit Umgebung kam 1356 ebenfalls an die Grafschaft Schwarzburg, welche 1599 an die Nebenlinie Schwarzburg-Sondershausen fiel, und dort ebenfalls bis 1918 erhalten blieb. Beide Schwarzburgischen Ämter des Nordthüringer Raumes bildeten ab dem Wiener Kongress 1815 eine Enklave in der preußischen Provinz Sachsen.

#### Erzstift Mainz
Seit dem Jahre 346 gab es nachweislich in Mainz einen Bischof, seit 780/81 bereits einen Erzbischof. Mit Kaiser Otto I (912–973) wurden die Bischöfe gestärkt durch materielle Güter, königliche Privilegien und höchste Reichsämter, und hatten somit nicht nur als Oberhirten geistliche Macht, sondern auch als Reichsfürsten weltliche Macht, verlangten aber auch absolutes Gehorsam. Sie waren also weltlichen Reichsfürsten gleichgestellt. Im Jahre 983 wurde auf dem Reichstag von Verona der Mainzer Erzbischof Willigis von Kaiser Otto II mit weiten Gebieten im Rheingau um Mainz beschenkt (Die Veroneser Schenkung). Dadurch, dass ein Bischof keine Erben hatte, blieb das Vermögen im Bistum. Dies war der erste Schritt zum Territorialfürstentum des Erzbistums. Mainz, welches sich in der Folgezeit noch vergrößerte, unter anderem mit weiten Gebieten um Aschaffenburg und Miltenberg, im Odenwald und so auch im Eichsfeld und der Mitte Thüringens.
Im Thüringer Gebiet besaß das Erzstift Mainz seit etwa dem Jahr 1000 Territorien im Eichsfeld (nachweisbar seit 1022), um Erfurt (Erfurter Staat), ebenso um die Burg Gleichen und um Kranichfeld, hat somit eine starke geschichtliche Bedeutung für die Entwicklung für diese Regionen. Alle diese Gebiete gingen dann aber spätestens mit dem Reichsdeputationshauptschluss 1802/03 wieder verloren, wobei im Thüringer Raum vor allem Preußen profitierte. Durch Geheimvertrag zwischen Napoleon und Preußen fiel 1802 das Erfurter Gebiet von Mainz an Preußen. Auf dem Wiener Kongress 1815 wurden Preußen diese Annexionen zugestanden und definitiv. Im Wiener Kongress 1815 wurde diese Regelung endgültig und betraf gleichzeitig das Eichsfeld, Mühlhausen (Stadt- und Landkreis), Nordhausen, Heiligenstadt mit der Grafschaft Hohenstein, Schleusingen inkl. Suhl, Weißensee, Worbis und Ziegenrück. Damit wurde Preußen zur stärksten Macht im Thüringer Raum. Ein thüringischer Staat entstand erst 1920 wieder aus den acht Kleinstaaten. Zu ihm gehörten allerdings bis 1945 noch nicht die bis dahin preußischen Landesteile.

##### Eichsfeld
Das „Eichesfeld“ war einst ein thüringischer Gau am oberen Einzugsgebiet der Leine und dem oberen Einzugsgebiet der Unstrut nördlich von Mühlhausen. Seit 1022 sind erste Besitzungen des Mainzer Bischofs um Heiligenstadt und dem Rusteberg nachweisbar. Diese vergrößerten sich allmählich, es entstanden Klöster und eine Verwaltungsstruktur wurde gebildet. 1294 war bereits der größte Teil des aktuellen Eichsfeldes in Mainzer Hand. Das Untereichsfeld nordwestlich von Duderstadt kam erst später ab 1434 als Pfand vom Herzogtum Braunschweig-Lüneburg, Nebenlinie Grubenhagen zu Mainz. Durch Reformation und Bauernkrieg wurden die Einwohner des Eichsfeldes im 16. Jahrhundert erst einmal protestantisch. Aber seit 1575 wurde mit Hilfe der Jesuiten auf dem gesamten Mainzer Gebiet die Gegenreformation durchgesetzt. Mit Erfolg: Innerhalb von 50 Jahren kehrte fast die gesamte Bevölkerung des Eichsfeldes zum katholischen Glauben zurück. Im Jahre 1802 mit dem Reichsdeputationshauptschluss kam der gesamte mainzische Besitz das Eichsfelds an Preußen; im Jahre 1807–1813 an das napoleonische Königreich Westphalen. Auf dem Wiener Kongress 1815 wurde das Eichsfeld geteilt: das gesamte Obereichsfeld und der südliche Teil des Untereichsfeld kamen wieder an Preußen (Provinz Sachsen), aber der zentrale und nördliche Teil des Untereichsfeldes zum Königreich Hannover. Diese Grenze von 1815 besteht bis heute und bildet die Niedersächsisch – Thüringische Landesgrenze.

## Entwicklung des fränkisch und hessisch geprägten Teils von Thüringen
Herrschaften im fränkisch geprägten Teil Thüringens (Herzogtum Meranien (bis 1248), Grafschaft Henneberg (bis 1583), Hochstift Würzburg (1008–1542))
Das gesamte Gebiet südlich des Thüringer Waldes und des Salzbogens gehörte bis 1806 zum Fränkischen Reichskreis.

### Grafschaft Henneberg
Der größte Teil des fränkisch geprägten Thüringens wurde von der Grafschaft Henneberg (erste urkundliche Erwähnung 1096) gebildet: Schmalkalden, Kaltennordheim, Hildburghausen, Heldburger Land, Römhild, Königshofen, Münnerstadt und Königsberg gehörten dazu.
Das Gebiet um Sonneberg und Coburg gehörte bis 1248 zum Herzogtum Meranien und fiel danach an die Grafschaft Henneberg. Diese verlor die sogenannte Pflege Coburg bereits 1353 durch Erbschaft an Friedrich III. den Strengen, Markgraf von Meißen aus dem Haus Wettin.

### Hochstift Würzburg
Meiningen war von 1008 bis 1542 Teil des Hochstifts Würzburg, danach geriet es durch Tausch ebenfalls an die Grafschaft Henneberg.
Im Jahre 1583 erlosch das Haus Henneberg im Mannesstamme. Das Land wurde aufgeteilt: der südliche Teil gelangte zum Hochstift Würzburg und der nördliche zum Haus Wettin, der erste Schritt zur Aufspaltung Nordfrankens zwischen den später entstandenen Ländern Bayern und Thüringen.

### Hochstift Fulda
Das derzeit zu Thüringen gehörende Ulstertal um Geisa gehörte von 817 bis 1803 zum Hochstift Fulda, welches mit dem Reichsdeputationshauptschluss aufgelöst, an das kurzlebige Fürstentum Oranien-Nassau-Fulda angegliedert, 1806 von Napoleon annektiert und 1810 an das Großherzogtum Frankfurt angeschlossen wurde. Von 1813 bis 1815 wurde die Provinz Fulda von Österreich verwaltet. Auf dem Wiener Kongress 1815 beschloss man aber, die Provinz Fulda aufzulösen und aufzuteilen: der größte Teil ging über Preußen an das Kurfürstentum Hessen, der Süden mit den Ämtern Hammelburg, Brückenau und Weyhers an das Königreich Bayern, der Osten mit den Ämtern Geisa und Dermbach wurde dem Großherzogtum Sachsen-Weimar-Eisenach zugeordnet.

## Thüringische Staaten unter den Wettinern

### Wettinische Teilungen
Im Jahr 1446 kam es zum Sächsischen Bruderkrieg, nachdem der Plan der Altenburger Teilung von den zerstrittenen Brüdern Friedrich II. und Wilhelm III. abgelehnt wurde. Erst mit dem Naumburger Frieden von 1451 wurde der Streit beigelegt. Das Nachspiel des sächsischen Bruderkrieges war der Altenburger Prinzenraub im Juli 1455, als der Ritter Kunz von Kaufungen die Prinzen Ernst und Albrecht aus der Burg in Altenburg entführte. 1485 kam es zur Leipziger Teilung, bei der die wettinischen Lande zwischen den Albertinern und den Ernestinern aufgeteilt wurden. Der Hauptteil von Thüringen fiel dabei an die Ernestiner. Ihr Gebiet wurde später in eine Vielzahl von Zwergstaaten aufgesplittert. Der Norden Thüringens verblieb bei den Albertinern und damit beim späteren Kurfürstentum Sachsen. Innerhalb des Heiligen Römischen Reiches gehörte ein großer Teil Thüringens mit den übrigen Gebieten der Wettiner zum Obersächsischen Reichskreis. Der Südwesten war Teil des Fränkischen Reichskreises, während Erfurt und das Eichsfeld als kurmainzische Gebiete dem Kurrheinischen Reichskreis angehörten.

### Reformationszeit
Während der Reformation spielte Thüringen eine bedeutende Rolle. Martin Luther hielt sich 1521 bis 1522 auf der Wartburg versteckt und übersetzte dort das Neue Testament ins Deutsche. 1525 war Thüringen neben Südwestdeutschland ein Zentrum des Deutschen Bauernkrieges. Bei Bad Frankenhausen kam es am 15. Mai 1525 zu einer der bedeutendsten Schlachten; wenige Tage später wurde Thomas Müntzer in Mühlhausen gefangen genommen und hingerichtet. 1531 schlossen sich die protestantischen Reichsstände in Schmalkalden zum Schmalkaldischen Bund gegen Kaiser Karl V. zusammen. Die Ächtung der führenden Vertreter dieses Bundes im Jahr 1546 führte zum Schmalkaldischen Krieg von 1546/47. Kurfürst Johann Friedrich der Großmütige, ein Ernestiner, dem auch Thüringen gehörte, stand dabei auf der Seite der Protestanten. Sein ebenfalls protestantischer Vetter, Herzog Moritz, ein Albertiner, unterstützte hingegen den Kaiser. Durch die Wittenberger Kapitulation von 1547 verlor Johann Friedrich der Großmütige Teile seines Besitzes und auch die Kurwürde an Herzog Moritz. Die Ernestiner behielten lediglich ihre thüringischen Besitzungen, die sich wie folgt zusammensetzten: die Ämter, Städte und Schlösser Gerstungen, Eisenach, Wartburg, Creuzburg, Tenneberg, Waltershausen, Leuchtenburg, Roda, Orlamünde, Gotha, Jena, Kapellendorf, Roßla, Weimar, Wachsenburg, Dornburg, Camburg, Buttstädt, Arnshaugk, Weida und Ziegenrück.
Hinzu kamen nach dem Tode des Herzogs Johann Ernst von Coburg (1553) noch die fränkischen Ämter Coburg, Sonneberg, Hildburghausen, Königsberg, Veilsdorf und Schalkau, durch den Naumburger Vertrag (24. Februar 1554) Altenburg, Eisenberg, Sachsenburg und Herbsleben, welche Kurfürst August abtrat, sowie 1555 durch Tausch mit den Grafen von Mansfeld die fränkische Herrschaft Römhild. Schließlich erwarb das Ernestinische Haus aus der hennebergischen Erbschaft (1583), definitiv allerdings erst 1660 die ebenfalls fränkischen Ämter Meiningen, Themar, Maßfeld, Behrungen, Henneberg, Milz, Kaltennordheim, Frauenbreitungen, Sand und Wasungen und das thüringische Ilmenau. Durch die nach dem Tod Johann Friedrichs des Großmütigen 1554 einsetzende Erbteilung der Ernestinischen Lande begann die Aufteilung Thüringens in zahlreiche kleine Einzelstaaten.

### Die thüringischen Teilstaaten zwischen dem Beginn der Neuzeit und 1920
| Staat                           | Existenzzeit        | Herkunft                                             | Verbleib                                                                                  |
| ------------------------------- | ------------------- | ---------------------------------------------------- | ----------------------------------------------------------------------------------------- |
| ERNESTINER                      |                     |                                                      |                                                                                           |
| Sachsen-Weimar                  | 1572–1741           | Ernestinischer Gesamtstaat                           | Sachsen-Weimar-Eisenach                                                                   |
| Sachsen-Coburg-Eisenach         | 1572–1596 1633–1638 | Ernestinischer Gesamtstaat                           | Geteilt in Sachsen-Coburg und Sachsen-Eisenach                                            |
| Sachsen-Coburg                  | 1596–1633           | Sachsen-Coburg-Eisenach                              | Sachsen-Gotha                                                                             |
| Sachsen-Eisenach                | 1596–1741           | Sachsen-Coburg-Eisenach                              | Sachsen-Weimar-Eisenach                                                                   |
| Sachsen-Altenburg               | 1603–1672           | Sachsen-Weimar                                       | an Sachsen-Gotha                                                                          |
| Sachsen-Gotha                   | 1640–1680           | Sachsen-Weimar                                       | Sachsen-Gotha-Altenburg                                                                   |
| Sachsen-Jena                    | 1672–1690           | Sachsen-Weimar                                       | Sachsen-Weimar                                                                            |
| Sachsen-Gotha-Altenburg         | 1680–1826           | Sachsen-Gotha + Sachsen-Altenburg                    | Sachsen-Coburg und Gotha sowie Sachsen-Altenburg                                          |
| Sachsen-Meiningen               | 1680–1920           | Sachsen-Gotha                                        | Land Thüringen                                                                            |
| Sachsen-Hildburghausen          | 1680–1826           | Sachsen-Gotha                                        | Sachsen-Meiningen                                                                         |
| Sachsen-Coburg                  | 1680–1735           | Sachsen-Gotha                                        | Sachsen-Coburg-Saalfeld                                                                   |
| Sachsen-Eisenberg               | 1680–1707           | Sachsen-Gotha                                        | Sachsen-Gotha-Altenburg                                                                   |
| Sachsen-Römhild                 | 1680–1710           | Sachsen-Gotha                                        | Sachsen-Gotha-Altenburg, Sachsen-Meiningen, Sachsen-Coburg-Saalfeld, Sachsen-Hildburghsn. |
| Sachsen-Saalfeld                | 1680–1735           | Sachsen-Gotha                                        | Sachsen-Coburg-Saalfeld                                                                   |
| Sachsen-Coburg-Saalfeld         | 1735–1826           | Sachsen-Coburg + Sachsen-Saalfeld                    | Sachsen-Coburg und Gotha, Sachsen-Meiningen                                               |
| Sachsen-Weimar-Eisenach         | 1741–1920           | Sachsen-Weimar + Sachsen-Eisenach                    | Land Thüringen                                                                            |
| Sachsen-Coburg und Gotha        | 1826–1920           | Sachsen-Coburg + Sachsen-Gotha                       | Freistaat Bayern, Land Thüringen                                                          |
| Sachsen-Altenburg               | 1826–1920           | Sachsen-Gotha-Altenburg                              | Land Thüringen                                                                            |
| REUSS                           |                     |                                                      |                                                                                           |
| Reuß-Untergreiz                 | 1564–1583           |                                                      | Spaltung in Reuß-Untergreiz I und Reuß-Untergreiz II                                      |
| Reuß-Obergreiz                  | 1564–1768           |                                                      | Bildung von Reuß älterer Linie zusammen mit Reuß-Untergreiz                               |
| Reuß-Gera                       | 1564–1848           |                                                      | Vereinigung mit Reuß-Schleiz zu Reuß jüngerer Linie                                       |
| Reuß-Untergreiz I               | 1583–1596           | Reuß-Untergreiz                                      | Vereinigung zu Reuß-Untergreiz-Burgk                                                      |
| Reuß-Untergreiz II              | 1583–1616           | Reuß-Untergreiz                                      | Vereinigung mit Teilen von Reuß-Untergreiz-Burgk zu Reuß-Untergreiz                       |
| Reuß-Untergreiz-Burgk           | 1596–1616           | Reuß-Untergreiz I                                    | Aufspaltung in Reuß-Burgk und Reuß-Untergreiz                                             |
| Reuß-Burgk                      | 1616–1697           | Reuß-Untergreiz-Burgk                                | Reuß-Untergreiz                                                                           |
| Reuß-Dölau                      | 1616–1698           |                                                      | Reuß-Obergreiz                                                                            |
| Reuß-Untergreiz                 | 1616–1768           | Reuß-Untergreiz II + Teile von Reuß-Untergreiz-Burgk | Bildung von Reuß älterer Linie mit Reuß-Obergreiz                                         |
| Reuß-Schleiz                    | 1647–1848           |                                                      | Bildung von Reuß jüngerer Linie mit Reuß-Gera                                             |
| Reuß-Saalburg                   | 1647–1666           |                                                      |                                                                                           |
| Reuß-Lobenstein                 | 1647–1824           |                                                      | Reuß-Schleiz                                                                              |
| Reuß-Rothenthal                 | 1668–1698           |                                                      |                                                                                           |
| Reuß-Hirschberg                 | 1678–1711           | Reuß-Lobenstein                                      |                                                                                           |
| Reuß-Ebersdorf                  | 1678–1848           | Reuß-Lobenstein                                      | Reuß-Schleiz                                                                              |
| Reuß älterer Linie (Reuß-Greiz) | 1768–1918           | Reuß-Obergreiz + Reuß-Untergreiz                     | Volkstaat Reuß                                                                            |
| Reuß jüngerer Linie (Reuß-Gera) | 1848–1918           | Reuß-Gera + Reuß-Schleiz                             | Volkstaat Reuß                                                                            |
| Volksstaat Reuß                 | 1918–1920           | Reuß älterer Linie + Reuß jüngerer Linie             | Land Thüringen                                                                            |
| SCHWARZBURG                     |                     |                                                      |                                                                                           |
| Schwarzburg-Sondershausen       | 1571–1920           | Grafschaft Schwarzburg                               | Land Thüringen                                                                            |
| Schwarzburg-Frankenhausen       | 1571–1599           | Grafschaft Schwarzburg                               | Schwarzburg-Rudolstadt                                                                    |
| Schwarzburg-Oberherrschaft      | 1571–1574           | Grafschaft Schwarzburg                               | Teilung in Schwarzburg-Rudolstadt und Schwarzburg-Arnstadt                                |
| Schwarzburg-Rudolstadt          | 1574–1920           | Schwarzburg-Oberherrschaft                           | Land Thüringen                                                                            |
| Schwarzburg-Arnstadt            | 1574–1716           | Schwarzburg-Oberherrschaft                           | Schwarzburg-Sondershausen                                                                 |
| Schwarzburg-Ebeleben            | 1651–1681           | Schwarzburg-Sondershausen                            | Schwarzburg-Sondershausen                                                                 |

### Die albertinische Linie der Wettiner in Nordthüringen
Die Ernestinischen Herzogtümer lagen größtenteils in der Mitte und im Süden Thüringens, während die Albertinische Linie sich in Sachsen konzentrierten, aber einen langen Streifen im Norden Thüringens besaßen, mit den Städten
Langensalza, Weissensee, Weißenfels, Freyburg (Unstrut), Eckardsberga und Sangerhausen. Dazu kamen nach dem Fleglerkrieg und der darauffolgenden Schwächung der Grafschaft Hohnstein im Jahre 1413 die ehemals hohnsteinischen Nebenlinien Hohnstein – Heringen und Hohnstein – Kelbra an die albertinische Linie der Wettiner, welche sie zur Hälfte als Lehen an die örtlichen Nachbargrafschaften Stolberg und Grafschaft Schwarzburg-Rudolstadt weitergaben.
Die albertinische Linie konnte sich behaupten und verblieb anfangs nach der Reformation auf katholischer Seite während des Schmalkaldischen Kriegs, 1547 wurde vom Kaiser die Kurwürde an sie übertragen. In den Jahren 1656–1746 gab es auf der albertinischen Linie die Sekundogeniturfürstentümer Sachsen-Weißenfels, Sachsen-Merseburg und Sachsen-Zeitz innerhalb des Kurfürstentums Sachsens. Der Norden Thüringens mit den Ämtern Weißenfels, Freyburg, Eckartsberga, Sachsenburg, Sangerhausen, Wendelstein, Schulpforta, Tautenburg, Weißensee und Langensalza, die den Thüringer Kreis des Kurfürstentum Sachsen bildeten, befand sich im Sekundogeniturfürstentum Sachsen-Weißenfels.
Im Jahre 1806 wurde von Napoleon das Kurfürstentum Sachsen zum Königreich Sachsen erhoben. Auf dem Wiener Kongress von 1815 wurden zur Strafe für die Kollaboration mit Napoleon sämtliche nordthüringischen Gebiete dieses Königreiches Preußen zugesprochen, von diesem besetzt, und in die preußische Provinz Sachsen integriert und auf die neugebildeten Regierungsbezirke Merseburg und Erfurt aufgeteilt.

### Das Ancien Regime

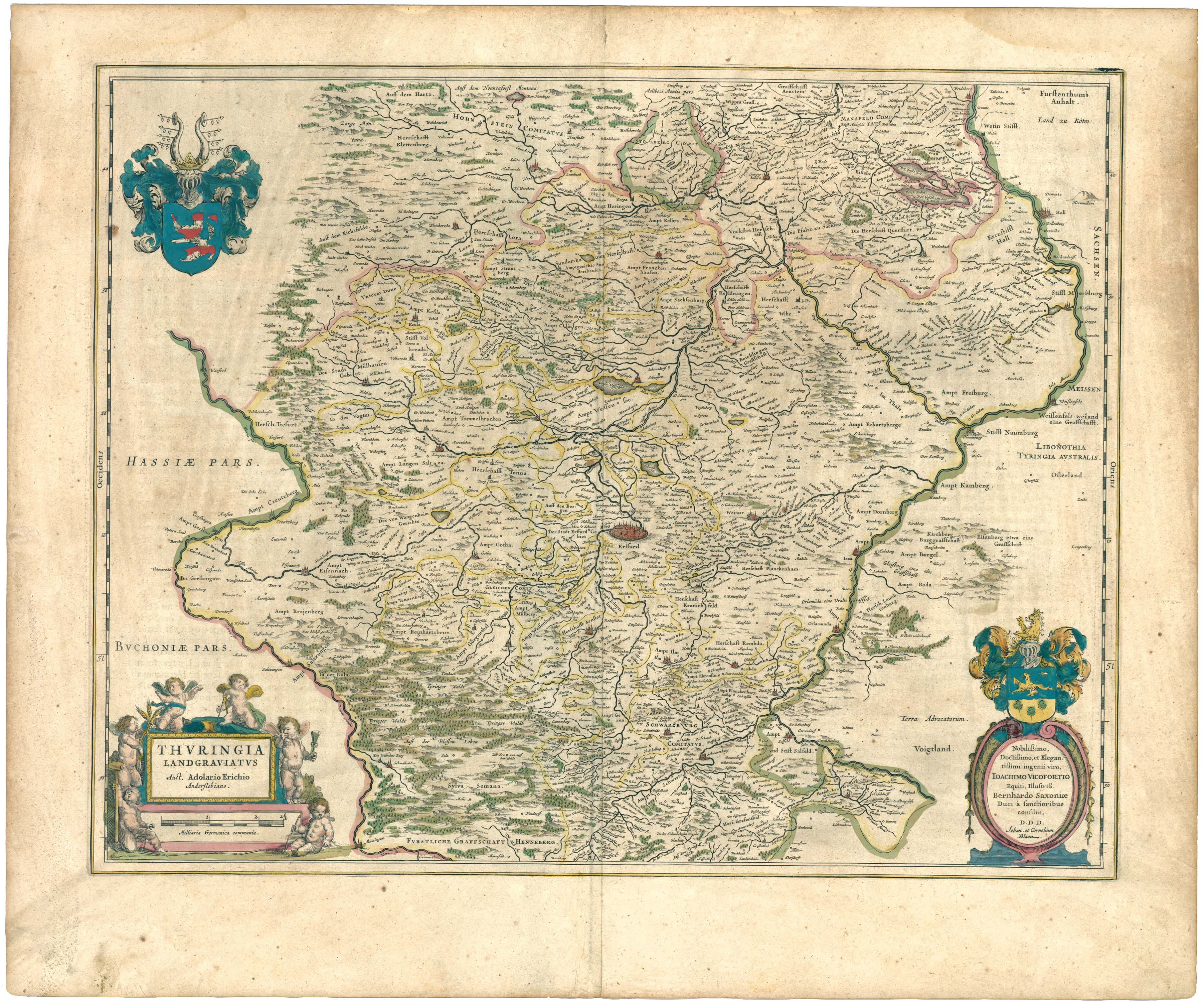
Thüringen in der Mitte des 17. Jahrhunderts (Thuringia Landgraviatus)

Die zerfallenen ernestinischen Herzogtümer waren zeitweise in bis zu zehn Einzelstaaten aufgespalten, davon hatte im 17. Jahrhundert Sachsen-Gotha (mit Ernst dem Frommen), im 18. Jahrhundert Sachsen-Weimar-Eisenach die Vorherrschaft.
Um 1800 wurde Weimar durch Herzogin Anna Amalia und Herzog Karl August ein Zentrum der deutschen Kultur, hier wirkten Johann Wolfgang von Goethe und Friedrich Schiller. Etwa gleichzeitig entwickelte sich das benachbarte Jena mit Ludwig Tieck, den Brüdern August Wilhelm Schlegel und Friedrich Schlegel und vielen anderen zur Keimzelle der deutschen Romantik.

### Napoleonische Zeit
Der Reichsdeputationshauptschluss hob 1803 die geistlichen Fürstentümer und fast alle Reichsstädte in Deutschland auf, um die betroffenen weltlichen Landesherren für die an Frankreich verlorenen Territorien links (westlich) des Rheins zu entschädigen. Dies betraf die Freien Reichsstädte Mühlhausen und Nordhausen sowie sämtliche Territorien des Erzstifts Mainz und Hochstift Fulda.
In Thüringen ging es insbesondere um die kurmainzischen Gebiete Erfurt und Eichsfeld sowie die genannten freien Reichsstädte. Dagegen blieben die kleinen Fürstentümer der Ernestiner, der Reußen und der Schwarzburger erhalten. Sachsen-Weimar-Eisenach wurde von Napoleon I. zum Großherzogtum ernannt und bekam das bis dahin fuldaische Amt Geisa.
1806 siegte Napoleon in der Schlacht bei Jena und Auerstedt über das Königreich Preußen. Am 15. Dezember 1806 traten die ernestinischen Herzogtümer dem Rheinbund bei, die reußischen und schwarzburgischen Staaten folgten am 18. April 1807. Im September und Oktober 1808 fand in Erfurt der Erfurter Fürstenkongress (auch Erfurter Fürstentag) statt.
Mit der Schaffung des von Napoleon abhängigen Rheinbundes im Jahre 1806 und der Gründung des Königreich Westphalen 1807 geriet die gesamte Region unter Napoleonische Herrschaft. Zum Königreich Westphalen (Departement des Harzes) gehörten unter anderem das gesamte Eichsfeld und auch die 1699 an das Kurfürstentum Brandenburg gekommenen Gebiete um Nordhausen, einschließlich der einst Freien Reichsstädte Nordhausen und Mühlhausen.
Das Kurfürstentum Sachsen (Albertinische Linie) wurde zum Dank von Napoleon ebenfalls im Jahre 1806 zum Königreich Sachsen erhoben, welches nach dem Wiener Kongress 1815 durch Preußen stark verkleinert wurde, aber bis zum Ende der Monarchie in Deutschland 1918 noch weiterhin existierte und danach als Freistaat Sachsen Teil der Weimarer Republik wurde.

## Thüringer Gebiet nach dem Wiener Kongress

### Nordthüringen: Preußische Landnahme auf dem Wiener Kongress 1815
Auf dem Wiener Kongress konnten sich die Siegermächte territorial auf Kosten ehemaliger mit Napoleon verbündeten Kleinstaaten ausdehnen, ebenso mit den herrenlos gewordenen geistlichen Fürstentümern, Freien Reichsstädten und von Frankreich annektierten Gebieten. Preußen erwarb nicht nur die von Napoleon verlorengegangenen Gebiete zurück, sondern annektierte weite Gebiete im Rheinland, Thüringen und Sachsen. Im Thüringer Raum wurden sämtliche Gebiete des mit Napoleon verbündeten Albertinischen Königreiches Sachsen (Thüringer Kreis) erworben, ebenso die einst zum Erzstift Mainz gehörende Stadt Erfurt, das Eichsfeld und die Freien Reichsstädte Mühlhausen und Nordhausen. Dazu kam auch die verschuldete kleine Grafschaft Stolberg mit all ihren Nebenlinien. Es wurde die preußische Provinz Sachsen gegründet. Als von Preußen abhängige Kleinstaaten konnten sich als Exklaven innerhalb dieser Provinz nur die Fürstentümer Anhalt und Schwarzburg-Sondershausen-Unterherrschaft und Schwarzburg-Rudolstadt-Unterherrschaft Frankenhausen halten, sie trennten gleichzeitig die neu geschaffenen Regierungsbezirke: Anhalt lag zwischen den Regierungsbezirken Magdeburg und Merseburg, die nordthüringischen Schwarzburger Gebiete zwischen den Regierungsbezirken Merseburg und Erfurt. Diese Situation blieb bestehen, bis nach dem Zweiten Weltkrieg die sowjetische Militäradministration (SMAD) den Regierungsbezirk Erfurt an das Bundesland Thüringen angliederte. 

### Mitglied des Deutschen Bundes
Am Ende der Napoleonischen Ära wurde Thüringen zum Ursprungsland der Burschenschaften – 1815 wurde die erste derartige Studentenverbindung in Jena gegründet. 1817 fand eine der bedeutendsten Aktionen der Burschenschaften in Thüringen statt – das Wartburgfest.
Nach dem Wiener Kongress gab es in Thüringen immer noch zwölf unabhängige Staaten, die sich bis Ende des 19. Jahrhunderts auf acht reduzierten. Alle anderen Gebiete Thüringens fielen an Preußen und wurden im Regierungsbezirk Erfurt der Provinz Sachsen zusammengefasst. Nur das Gebiet um Schmalkalden gehörte zu Hessen-Kassel, mit dem es 1866 ebenfalls preußisch wurde.

Das heutige Thüringen zwischen 1826 und 1918

Nach dem Aussterben der Linie Sachsen-Gotha-Altenburg wurden 1826 die ernestinischen Herzogtümer neu aufgeteilt. Das Herzogtum Sachsen-Meiningen erhielt ganz Sachsen-Hildburghausen, dessen Herzog als Ersatz Sachsen-Altenburg zugesprochen bekam, und den Saalfelder Teil von Sachsen-Coburg-Saalfeld, das dafür mit Sachsen-Gotha in Personalunion zum Doppelherzogtum Sachsen-Coburg und Gotha vereinigt wurde.
Die sächsischen Herzogtümer sowie die reußischen und schwarzburgischen Fürstentümer wurden innerhalb des Deutschen Bundes zusammenfassend als Thüringische Staaten bezeichnet. Seit 1849 waren dies folgende Länder:
1. Großherzogtum Sachsen-Weimar-Eisenach, beziehungsweise ab 1903 Großherzogtum Sachsen
2. Herzogtum Sachsen-Meiningen
3. Herzogtum Sachsen-Altenburg
4. Herzogtümer Sachsen-Coburg und Gotha
5. Fürstentum Schwarzburg-Rudolstadt
6. Fürstentum Schwarzburg-Sondershausen
7. Fürstentum Reuß jüngerer Linie
8. Fürstentum Reuß älterer Linie

Im Jahr 1833 mit Wirkung zum 1. Januar 1834 schlossen sich die Staaten zum Zoll- und Handelsverein der Thüringischen Staaten zusammen. Dieser vertrat die Interessen der Staaten im Deutschen Zollverein und hatte eine gemeinsame Zollverwaltung mit Sitz in Erfurt.

#### Die Märzrevolution (1848–1849)
Von der Revolution war Thüringen stark betroffen. Neben einer Fundamentalpolitisierung in der Bevölkerung geriet auch ein Zusammenschluss der thüringischen Staaten in die Diskussion. Auch in Thüringen waren die Ursachen vielfältig: neben dem Bevölkerungswachstum waren dies die Krisen in der Landwirtschaft, im Heimgewerbe und im Handel. Im Frühjahr 1847 gab es unter anderem Hungerunruhen in Kahla, Apolda und Jena. Bedeutsam für die Vorgeschichte der Unruhen war aber auch das Jagdprivileg des Adels, wodurch Rehe und Wildschweine die Ernte zerstörten.
Die Märzforderungen fielen vielerorts verschieden aus. Neben den üblichen Forderungen nach Presse- und Versammlungsfreiheit, unabhängigen Gerichten und Volksbewaffnung gab es beispielsweise in Gera auch Forderungen nach Abschaffung der Biersteuer und Regulierung der Weißen Elster. Da die Fürsten im Gegensatz zu den großen Staaten des Deutschen Bundes dem Volk viel näher standen, wurde auch recht schnell ein Großteil der Forderungen eingelöst. Zu den wichtigsten Errungenschaften zählten Wahlrechtsreformen, die dem allgemeinen und gleichen Wahlrecht zumindest nahe kamen. Abdankungen gab es nur in Sachsen-Altenburg, hier waren die Märzforderungen durch Herzog Joseph nicht umgesetzt worden und in Reuß-Ebersdorf. Letzteres wurde mit Reuß-Schleiz zu Reuß jüngere Linie vereinigt, womit sich die Zahl der thüringischen Staaten auf acht reduzierte.
Trotz der Erfüllung der meisten Märzforderungen verschärfte sich die Lage im Sommer 1848 zusehends. Mediatisierungsabsichten waren auch der Grund dafür, weshalb im Herbst die Reichsexekution durchgeführt wurde. Am 2. Oktober rückten sächsische Truppen in Altenburg ein, um für Ruhe und Ordnung zu sorgen. Ebenfalls besetzt wurden Jena, Weimar, Hildburghausen, Römhild und Saalfeld. Am 24. November starben in Erfurt bei einem Zusammenstoß zwischen Militär und Volk 27 Menschen.
Am 28. März 1849 wurde ein Entwurf für eine neue Reichsverfassung vorgelegt. 28 Staaten des Deutschen Bundes ratifizierten die Vorlage, darunter auch alle thüringischen Staaten. Am 8. Mai erkannte Sachsen-Weimar-Eisenach die Verfassung als rechtsgültig an. Preußen lehnte jedoch den Entwurf ab, da König Friedrich Wilhelm die Krone nicht vom Volk angetragen bekommen wollte. Als Folge fand eine Spaltung zwischen den Mitgliedern des Deutschen Bundes statt; auch die thüringischen Territorialstaaten mussten umdenken. Im Frankfurter Parlament tendierten jedoch viele thüringische Abgeordnete nach links. Im Rumpfparlament waren noch Christian Gottlieb Schüler (Jena), Friedrich Carl Hönniger (Rudolstadt) und Julius Fröbel, Neffe von Friedrich Fröbel vertreten. Trotz großer Sympathien in der Bevölkerung waren sie nach ihrer Rückkehr nach Thüringen staatlichen Repressalien ausgesetzt. Gegen Hönniger wurde zum Beispiel ein Untersuchungsverfahren eingeleitet und im August 1850 wurde er zu einem Jahr Freiheitsstrafe wegen Hochverrats verurteilt.
Während des Dresdner Maiaufstandes solidarisierte sich nicht nur das Volk, sondern auch die Presse mit den Sachsen („Gott schütze das Sachsenland“). Viele Freiwillige meldeten sich und marschierten nach Altenburg, Werdau und Crimmitschau, wo Sonderzüge nach Dresden starteten. Auch in Apolda startete am 7. Mai ein Sonderzug. Die Befürchtung, man sei zu spät, bewahrheitete sich schließlich; der Aufstand war niedergeschlagen und viele thüringische Freiwillige kehrten enttäuscht zurück.

#### Der Eisenbahnbau
Die Zersplitterung des Landes in zahlreiche Territorien erschwerte die Planung von Eisenbahnstrecken außerordentlich, obwohl sich die meisten Kleinstaaten um einen Anschluss an das entstehende deutsche Schienennetz bemühten. So kam es, dass um das Jahr 1890 15 verschiedene Gesellschaften im größten Einzelstaat Thüringens, dem Großherzogtum Sachsen-Weimar-Eisenach, Eisenbahnen betrieben.
Allerdings versuchte das Königreich Preußen, dessen Provinz Sachsen auch Teile Thüringens umfasste, die Entwicklung zu beeinflussen. Sein Ziel war es, möglichst kurze Verbindungen von seinen Stammlanden ins Rheinland und nach Westfalen zu schaffen, nach 1866 auch in die neue Provinz Hessen-Nassau. Preußen beteiligte sich daher im Jahr 1844 neben Sachsen-Weimar-Eisenach und Sachsen-Coburg und Gotha maßgeblich an der Gründung der Thüringischen Eisenbahn-Gesellschaft, die aber mit 75 Prozent des Kapitals von privaten Investoren dominiert wurde.
Ihre erste Bahnlinie erreichte von Halle über Weißenfels am 19. Dezember 1846 die Residenzstadt Weimar und im Folgenden Jahr über Erfurt und Gotha schließlich am 24. Juni 1847 Eisenach. Von hier aus schloss man 1849 die Lücke zur hessischen Kurfürst-Friedrich-Wilhelms-Nordbahn in Gerstungen, so dass einige Jahre später über Kassel auch Frankfurt am Main auf dem Schienenwege erreicht werden konnte, der 125 Kilometer auf thüringischem Gebiet verlief.
In Eisenach begann die Strecke einer zweiten großen Bahngesellschaft, der Werra-Eisenbahn-Gesellschaft. Das neue Unternehmen, das die Betriebsführung der Thüringischen Eisenbahn-Gesellschaft überließ, erschloss ab 2. November 1858 mit seiner 150 Kilometer langen Linie Eisenach–Meiningen–Hildburghausen–Coburg–Lichtenfels, der Werrabahn, sowie deren Zweigstrecke Coburg-Sonneberg die südthüringischen Staaten, die sich maßgeblich an der Finanzierung beteiligt hatten. Die Eröffnung des letzten Teilstückes von Coburg nach Lichtenfels an das bayerische Eisenbahnnetz erfolgte 1859 durch die Bayerische Staatsbahn. Im selben Jahr erreichte die Thüringische Eisenbahn-Gesellschaft von Weißenfels über Zeitz die Hauptstadt Gera des Fürstentums Reuß jüngere Linie.
In den sechziger Jahren des 19. Jahrhunderts begann der Bahnbau auch in Nordthüringen, das damals preußisch war. Die Magdeburg-Leipziger Eisenbahn-Gesellschaft eröffnete am 10. Juli 1866 die Strecke von Halle über Eisleben-Sangerhausen durch die Goldene Aue am Südrand des Harzes entlang bis Nordhausen. Von hier ging es 1867 einerseits über Leinefelde-Heiligenstadt durch das Eichsfeld nach Arenshausen und 1869 andererseits nach Nüxei bei Bad Sachsa. An beiden Endpunkten gab es Anschlüsse an die nun preußisch gewordenen Strecken in Kurhessen und Hannover.
Die schon erwähnte Thüringische Eisenbahn-Gesellschaft eröffnete in jenen Jahren nur 1867 die Strecke von Erfurt nach Arnstadt, das damals zum Fürstentum Schwarzburg-Sondershausen gehörte. Es folgen 1870 die Querverbindung Gotha-Mühlhausen-Leinefelde und 1871 die Strecke von Gera über Triptis nach Saalfeld.
Die Nordhausen-Erfurter Eisenbahn-Gesellschaft (NEEG) nahm 1869 mit ihrer Stammstrecke über Sondershausen-Straußfurt eine weitere Nord-Süd-Verbindung in Betrieb. Sie übernahm auch die Betriebsführung der 1874 eröffneten Strecke Straußfurt-Sömmerda-Großheringen der Saal-Unstrut-Eisenbahn-Gesellschaft, die 1882 völlig auf die NEEG überging.
Eine weitere wichtige Ergänzung des Thüringer Eisenbahnnetzes fand 1874 und 1876 statt. 1874 eröffnete die Saal-Eisenbahn-Gesellschaft ihre Strecke von Großheringen nahe Naumburg über Jena nach Saalfeld. Die Bahnstrecke Weimar–Gera wurde 1876 eröffnet und vervollständigte die Bahnanbindung Jenas. Gebaut wurde sie von der Weimar-Geraer Eisenbahn-Gesellschaft zwischen diesen beiden Städten. Somit war die größte Stadt des Landes Erfurt mit der zweitgrößten Gera verbunden.
Wegen der großen Bedeutung der Bahnstrecken der Thüringischen Eisenbahn-Gesellschaft bemühte sich der Staat Preußen um den vollständigen Erwerb, übernahm die Betriebsführung und Verwaltung zum 1. Januar 1882 und wurde am 1. Juli 1886 Eigentümer.
Unter preußischer Führung erfolgte 1884 die erste Querung des Thüringer Waldes durch eine Eisenbahnlinie. Sie begann in Plaue und führte über Suhl bis zur Werrabahn nach Grimmenthal nahe Meiningen. Sie beinhaltet mit dem Brandleitetunnel (3039 m lang) den längsten Eisenbahntunnel Thüringens. Die Eröffnung dieser Strecke vervollständigte die Eisenbahnverbindung Berlin-Stuttgart.
Die zweite Querung des Thüringer-Wald-Massivs erfolgte 1885, als die Frankenwaldbahn von Saalfeld über den Rennsteig und Kronach nach Hochstadt am Main in Bayern eröffnet wurde. Sie stellt von da an bis zur Fertigstellung des VDE 8 die wichtigste Verbindung von Berlin nach München dar.
Während das Hauptstreckennetz bis etwa 1885 vollendet war, wurden in Thüringen noch bis zum Beginn des Ersten Weltkrieges viele Nebenstrecken erbaut. Nach 1914 ebbte der Eisenbahnstreckenbau im Land langsam ab.
| Jahrzehnt | Neu eröffnete Strecken auf Thüringer Gebiet |
| --------- | ------------------------------------------- |
| 1840er    | 166 km                                      |
| 1850er    | 182 km                                      |
| 1860er    | 227 km                                      |
| 1870er    | 526 km                                      |
| 1880er    | 453 km                                      |
| 1890er    | 396 km                                      |
| 1900er    | 285 km                                      |
| 1910er    | 199 km                                      |
| 1920er    | 40 km                                       |
| 1930er    | 15 km                                       |

## Die thüringischen Staaten im deutschen Kaiserreich

### Hochindustrialisierung
In die Kaiserzeit fällt auch die Hochindustrialisierung in Thüringen. Das Land wurde ähnlich stark industrialisiert wie Sachsen im Osten oder Westfalen im Westen. Zentren der Industrie waren vor allem Ostthüringen mit einer ausgeprägten Textilindustrie (in Gera, Zeulenroda, Pößneck, Greiz, Apolda) sowie die Städte Jena (Optische Industrie) und Eisenach (Fahrzeugbau), die noch die Zentren der thüringischen Industrie sind. Mit dem Bau der Eisenbahn in ländlichere Gebiete wurde die Welle der Industrialisierung auch dorthin getragen, wodurch sich auch kleinere Städte wie zum Beispiel Ilmenau entwickeln konnten. Dort siedelte sich in großem Maße die Glasindustrie an und ihr Arbeiterbedarf sorgte für den Anstieg der Bevölkerungszahl von etwa 3.400 im Jahr der Reichsgründung auf 12.500 zu Beginn des Ersten Weltkrieges, was sich in ähnlicher Weise auch in zahlreichen anderen Thüringer Landstädten abspielte. Die Glasindustrie war der Hauptwirtschaftszweig des Thüringer Waldes, der auch relativ stark industrialisiert war, im Gegensatz zu Harz oder Rhön, die agrarisch geprägt blieben. Nordthüringen und die Gebiete südlich des Rennsteigs mit Ausnahme von Sonneberg entwickelten sich jedoch nicht so stark wie die Mitte und der Osten des Landes. Sie behielten meist ihre landwirtschaftliche Struktur.
Zu den größten Unternehmen der Kaiserzeit zählten Schott und Carl Zeiss in Jena, die Weltruf erlangten. Weithin bekannt war auch die Sonneberger Spielzeugindustrie und die Waffenindustrie aus Suhl. Das Automobilwerk Eisenach gehörte mit etwa 1.500 Mitarbeitern am Beginn des 20. Jahrhunderts ebenfalls zu den Großunternehmen.
In Thüringen entwickelte sich in dieser Zeit eine starke Arbeiterbewegung und das Land wurde zur „Wiege der Sozialdemokratie“. So wurde 1869 in Eisenach die Sozialdemokratische Arbeiterpartei, eine der beiden Vorgängerorganisationen der SPD gegründet. Die SPD entstand 1875 in Gotha, wo sich die SDAP mit dem Allgemeinen Deutschen Arbeiterverein zusammenschloss. Das Gothaer Programm legte im Folgenden erste Grundsätze der SPD-Politik fest. Es wurde 1891 durch das Erfurter Programm abgelöst.

### Post- und Eisenbahnwesen
In der Gründerzeit nach dem Krieg von 1870/71 entstanden durch die französischen Kriegszahlungen in schneller Folge auch in Thüringen weitere Bahnlinien, die allerdings meist nur eine Länge von 10 bis 30 Kilometern aufwiesen. Von größerer Bedeutung sind nur 1874 die Saal-Eisenbahn-Gesellschaft mit der Strecke Großheringen-Jena-Saalfeld und 1876 die Weimar-Geraer Eisenbahn-Gesellschaft, die ebenfalls Jena berührte.
Durch zeitweiligen wirtschaftlichen Misserfolg und unter preußischem Druck verkauften Sachsen-Weimar-Eisenach und Gotha 1881 ihre Anteile an der Thüringischen Eisenbahn an Preußen, welches 1882 die Königliche Eisenbahndirektion in Erfurt errichtete. Als schließlich 1895 auch die Werrabahn, die Saal-Eisenbahn und die Weimar-Gera-Bahn an Preußen verkauft wurden, war das thüringische Eisenbahnnetz fast vollkommen an Preußen gekommen, das dadurch seinen Einfluss auf die thüringischen Staaten erheblich verstärken konnte. Im Osten Thüringens kamen einige Teilstrecken von Privatbahnen zur Sächsischen Staatsbahn.
Bis 1867 gehörten die thüringischen Staaten dem Thurn- und Taxisschen Postgebiet an, nur Sachsen-Altenburg war der sächsischen Post angeschlossen. 1867 wurde dann die Postverwaltung vereinheitlicht. Am 1. Januar gingen beide Postgebiete in Preußen und am 1. Juli im Norddeutschen Bund auf und 1871 in die Reichspost über. Zuständig war für die thüringischen Staaten und die preußischen Gebietsteile die 1815 gegründete Oberpostdirektion Erfurt, für Sachsen-Altenburg die Oberpostdirektion Dresden.

### Erster Weltkrieg

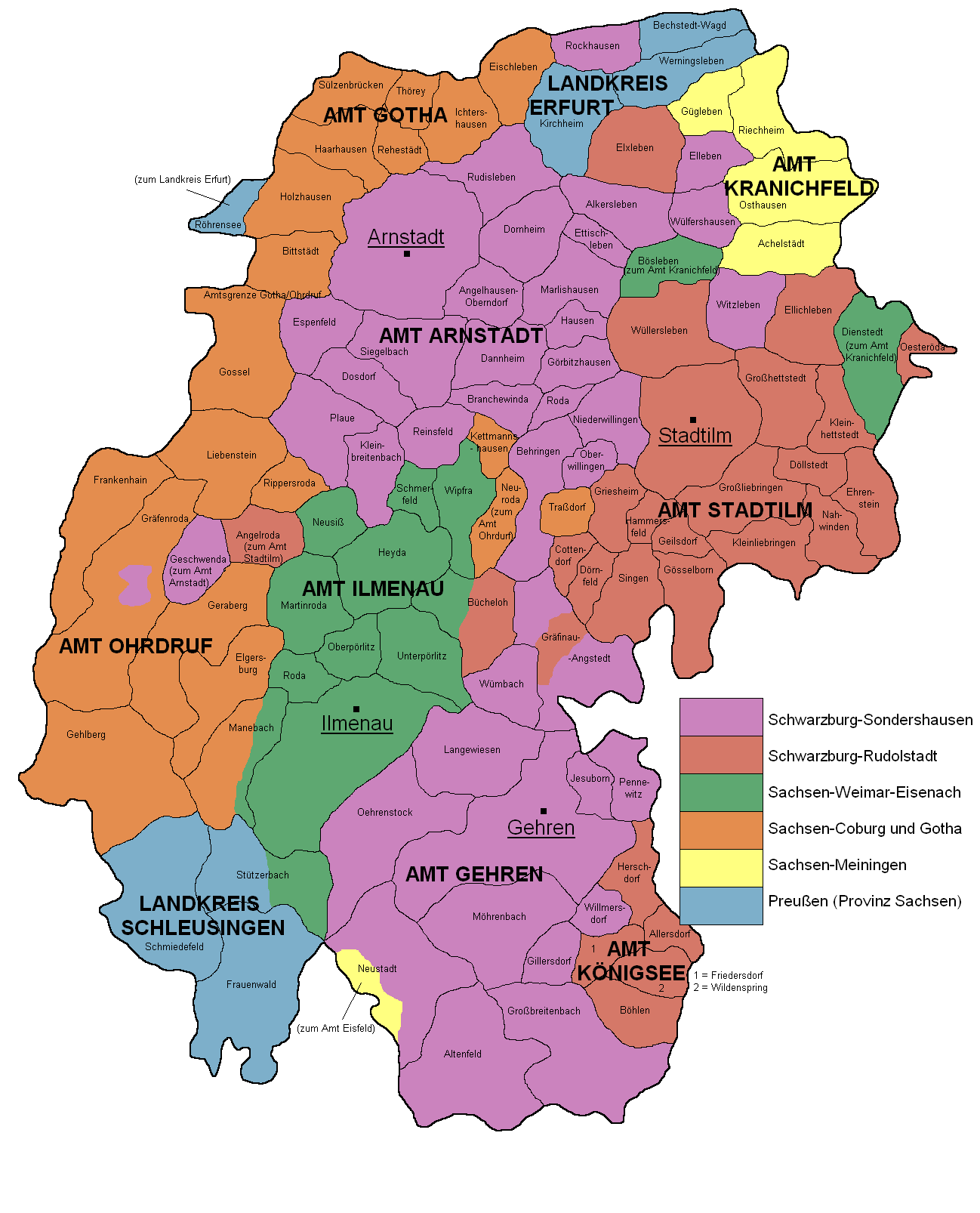
Die Kleinstaaterei wurde in Thüringen erst infolge der Novemberrevolution abgeschafft. In einigen Gegenden schuf sie kleinteiligste Zersplitterung des Gebiets bis 1920 (Beispiel: Ilm-Kreis mit Besitzungen von sechs Staaten)

Im Ersten Weltkrieg starben 44.000 Thüringer an der Front. In der Heimat war die Zeit geprägt von der Kriegswirtschaft und Missernten, was Hungersnöte und Mangelwirtschaft zur Folge hatte. Besonders die landwirtschaftlichen Erträge gingen im Laufe des Krieges zurück. Im Sommer 1918 forderte die Spanische Grippe allein in Thüringen 4500 Todesopfer. Die Industrieproduktion konzentrierte sich auf Kriegsgüter wie Uniformen, Waffen oder Feldstecher (Zeiss). 1915 begann die Lebensmittelbewirtschaftung. Dies führte zur Gründung einer Zwangsgenossenschaft, eines Viehhandelsverbandes, einer Landeskartoffelanstalt, eines Landesfuttermittelamtes (Versorgung für Vieh) sowie einer Landesverteilungsstelle für Butter und Eier. Im Dezember 1916 wurde ein Ernährungsausschuss gegründet, 1917 ein Landesernährungsamt in Weimar.
Die Arbeiterproteste gegen den Krieg verstummten nach 1914, besonders durch den Burgfrieden der SPD mit der Reichsregierung am 4. August 1914. Ab 1916 gab es wieder vermehrt Streiks in Gotha, Gera, Altenburg, Jena und Weimar. Die Kriegsgegner der SPD fanden sich 1917 in der USPD wieder. Nach Jahren relativer Ruhe begannen wieder Diskussionen über ein einheitliches Thüringen. Besonders die Sozialdemokraten kritisierten die politischen Verhältnisse und die überholten Wahlrechte. Im Januar 1918 fanden Munitionsarbeiterstreiks statt (unter anderem in Jena mit 7000 Demonstranten). Vermehrt traten Forderungen nach Meinungs- und Versammlungsfreiheit auf.
Im Juni 1918 fand ein Treffen der Landtagspräsidenten statt, ab Spätsommer 1918 erfolgten weitere Besprechungen über das Vorgehen. Arnold Paulssen reiste durch Thüringen, um Meinungen über die aufgeworfene Frage der Abdankung des Kaisers zu erfahren. In Meiningen, Coburg, Gotha und Schwarzburg wurde eine Abdankung abgelehnt, während man sich in Reuß zugänglicher zeigte. Auch Wilhelm Ernst von Sachsen-Weimar-Eisenach (1876–1923) sah die Notwendigkeit der Abdankung des Kaisers. Die Einsicht, dass eine Demokratisierung notwendig war, traf weniger bei den Fürsten, sondern vielmehr bei den Staatsministerien auf Widerstand. In Sachsen-Weimar-Eisenach setzte sich aber auch der Landtag für Reformen ein.
Bis zum November 1918 hielt sich bei den Fürsten die Ansicht, dass nur der Kaiser abdanken müsse. Ende Oktober 1918 wurde in Kiel gemeutert, am 30. und 31. Oktober fand auch auf der S. M. S. Thüringen eine Meuterei statt. Kriegsflagge und Wimpel wurden eingeholt und stattdessen die rote Flagge gesetzt.

## Novemberrevolution 1918 und Weimarer Republik (1919–1933)
Auch in Thüringen gab es seit dem 8. November Revolutionsaktivitäten. Am 9. November 1918 wurde im preußischen Erfurt ein Arbeiter- und Soldatenrat gegründet, wodurch die Revolutionäre die Macht übernahmen. Als erster Herrscher in den Territorialstaaten dankte am selben Tag Wilhelm Ernst von Sachsen-Weimar-Eisenach ab, es folgten Bernhard III. von Sachsen-Meiningen am 10. November und Heinrich XXVII. am 10. November für Reuß jüngere Linie und am 11. November für Reuß ältere Linie. Am 13. November dankte Carl Eduard von Sachsen-Coburg und Gotha nach gewaltsamem Druck von der Straße ab. In Sachsen-Altenburg wurde bereits am 10. November die Republik ausgerufen, obwohl Ernst II. erst am 13. November abdankte. Als letzter thüringischer und überhaupt als letzter deutscher Fürst dankte Günther Victor am 23. November für Schwarzburg-Rudolstadt und am 25. November für Schwarzburg-Sondershausen ab. Noch am 22. November unterschrieb er ein Gesetz zur Neuregelung der Landesregierung in Rudolstadt, am 25. November in Sondershausen.
Innerhalb kurzer Zeit wurden die thüringischen Staaten zu Freistaaten mit republikanischer Verfassung, wobei aus dem Doppelherzogtum Sachsen-Coburg und Gotha die beiden Freistaaten Coburg und Gotha wurden. Außer in Gotha verlief die Revolution in den thüringischen Territorialstaaten relativ friedlich, obschon die Situation in vielen Städten und Gemeinden monatelang ausgesprochen angespannt blieb. In Gotha, wo Vertreter des linken Flügels der USPD tonangebend waren, intervenierten erstmals im Februar 1919 von General Maercker geführte Regierungstruppen. Die beiden ehemaligen reußischen Fürstentümer schlossen sich schon im April 1919 zum Volksstaat Reuß zusammen.
Im Weimarer Theater tagte vom 6. Februar bis 30. September 1919 die verfassungsgebende Nationalversammlung. Berlin war nicht der Tagungsort, weil dort Unruhen die Unabhängigkeit und Sicherheit der Abgeordneten gefährdeten. Die Wahl Weimars war wohl auch als Zeichen für die Anknüpfung an die Humanitätsideale der Weimarer Klassik gemeint, hatte aber vor allem militärische Gründe – das zuerst angedachte Erfurt wäre im Angriffsfall schlechter zu verteidigen gewesen. Sie verabschiedete am 31. Juli 1919 die so genannte Weimarer Verfassung, die schließlich am 11. August 1919 von Präsident Friedrich Ebert in Schwarzburg unterzeichnet wurde. Dies war die gültige Verfassung im Deutschen Reich von 1919 bis 1933 (pro forma bis 1945), die der Weimarer Republik ihren Namen gab.

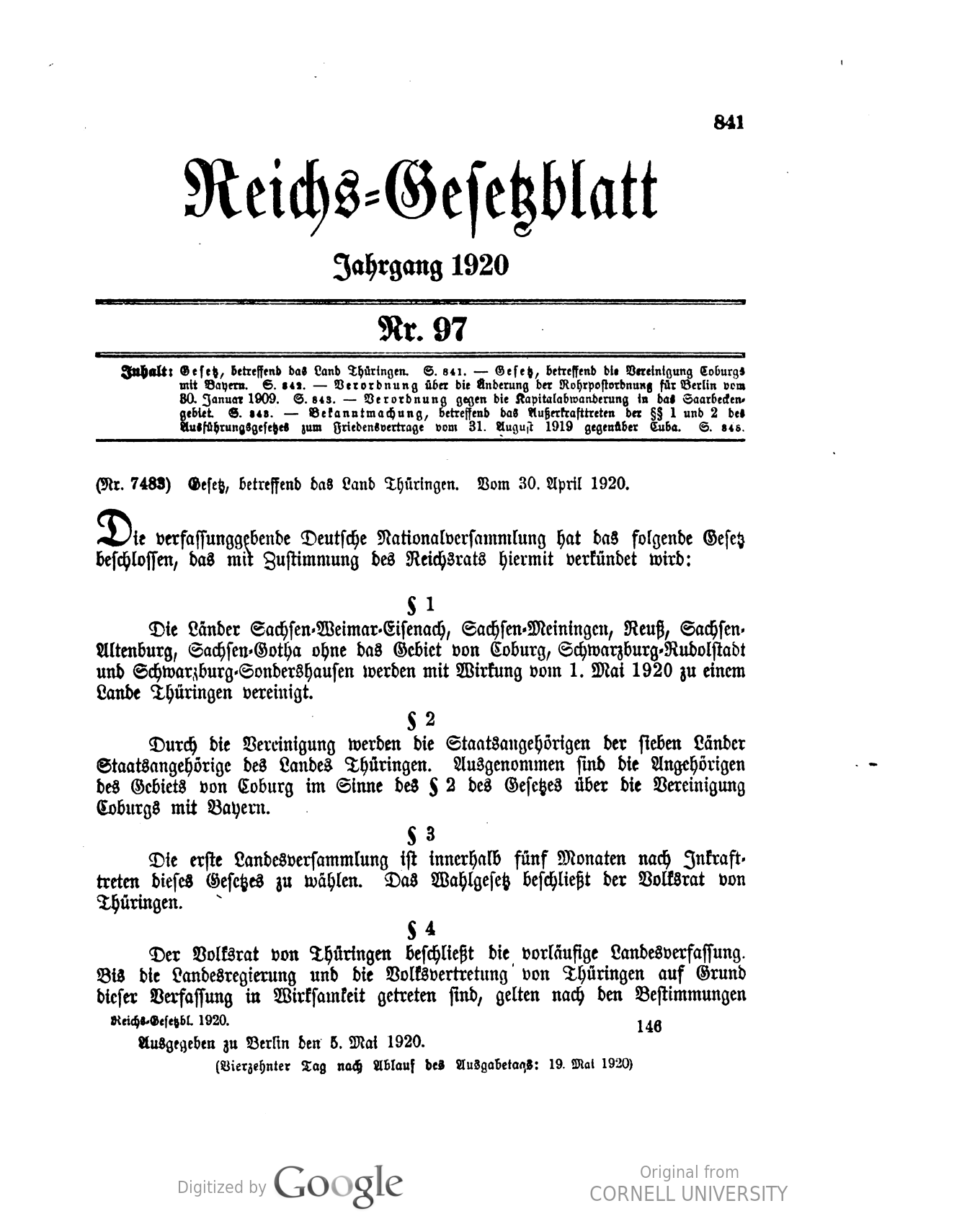
Gesetz, betreffend das Land Thüringen. Vom 30. April 1920

Der Kapp-Putsch löste im März 1920 insbesondere in Gotha, aber auch in anderen Teilen Thüringens bürgerkriegsähnliche Auseinandersetzungen aus (vgl. Kapp-Putsch in Thüringen). Die Gothaer USPD-Regierung wurde im April 1920 vom Reichspräsidenten per Notverordnung abgesetzt.
Seit Ende 1918 beschritten die thüringischen Volks- beziehungsweise Freistaaten den Weg der Einigung, wobei zuerst unklar war, ob eine großthüringische Lösung mit den preußischen Territorien des Regierungsbezirks Erfurt oder nur eine kleinthüringische Lösung zustande kommen sollte. Die Ablehnung von Gebietsabtretungen auf der Seite Preußens verwies jedoch schnell auf die zweite Variante. Der Freistaat Coburg entschied sich bei einer Volksabstimmung am 30. November 1919 mit 88 Prozent gegen einen Anschluss an Thüringen, worauf am 1. Juli 1920 die Vereinigung mit dem Freistaat Bayern vollzogen wurde. Somit kam es am 1. Mai 1920 zur Gründung des Landes Thüringen – in kleinthüringischer Gestalt – mit einer Fläche von 11.763 km² kam. Zur Landeshauptstadt wurde Weimar bestimmt.
Das Land Thüringen war von politischer Zerrissenheit gekennzeichnet: Nach dem Ersten Weltkrieg und in der Zeit der Weimarer Republik gab es in Thüringen auch starke kommunistische Bewegungen, etwa zur Novemberrevolution in Gotha oder im November 1923, als Thüringen mit der Reichsexekution belegt wurde, da es dort eine KPD-Regierungsbeteiligung gab. Andererseits entwickelte sich im Freistaat Thüringen unter dem Gauleiter Fritz Sauckel eine Hochburg des Nationalsozialismus. Von Januar 1930 bis April 1931 gab es in Thüringen die erste völkisch-nationalsozialistische Regierung in Deutschland, nach ihrem nationalsozialistischen Innenminister Wilhelm Frick als Frick-Regierung bezeichnet. Schon 1932 konnte die NSDAP unter Sauckel als Leitendem Staatsminister allein die Regierung im Land bilden.
Die weitere Geschichte des Landes Thüringen von 1920 bis 1945 wird im Hauptartikel Land Thüringen dargestellt.

## Thüringen im Nationalsozialismus
Das Land Thüringen, das eine Vorreiterrolle bei der Machtübernahme der Nationalsozialisten hatte, wurde ab März 1933 wie alle Länder gleichgeschaltet. Fritz Sauckel vereinte fortan das Amt des NSDAP-Gauleiters mit dem des Reichsstatthalters für Thüringen. Formal existierte das Land in der bisherigen geografischen Form bis zum Ende des Zweiten Weltkrieges.

## Land Thüringen 1945 bis 1952 und Bezirke Thüringens in der DDR
| Daten im Jahr 1950                      | Daten im Jahr 1950 |
| --------------------------------------- | ------------------ |
| Landeshauptstadt:                       | Erfurt             |
| Fläche:                                 | 15.585 km²         |
| Einwohner:                              | 2.837.600          |
| Kfz-Kennzeichen:                        | ST                 |
| Karte Thüringens zwischen 1945 und 1952 |                    |
| Das Land Thüringen 1945–1952            |                    |

Gegen Ende des Zweiten Weltkriegs, in der ersten Aprilhälfte 1945, wurde das Gebiet, nach unterschiedlich heftigen Kampfhandlungen, zunächst von US-Truppen besetzt. Die Amerikaner setzten Hermann Brill als Präsident der Landesverwaltung ein. 
Wie in der alliierten Vereinbarungen von Jalta vereinbart zogen sie sich Anfang Juli zurück. Thüringen wurde zwischen dem 2. und 6. Juli 1945 von sowjetischen Truppen besetzt. Die Besatzer ernannten Rudolf Paul zum Regierungspräsidenten (auch Landespräsident). 
Die sowjetische Militäradministration (SMAD) gliederte den Regierungsbezirk Erfurt an das Land Thüringen an, nicht aber die thüringischen Teile des Regierungsbezirkes Merseburg (Sangerhausen, Freyburg, Weißenfels, Naumburg, Zeitz). Aus dem Rest der preußischen Provinz Sachsen, einschließlich des bis dahin unabhängigen Landes Anhalt und des Thüringer Amtes Allstedt entstand das neue Land Sachsen-Anhalt. Ohne die genannten Angliederungen wären heute Erfurt, das Eichsfeld und weite Gebiete des Thüringer Beckens ebenfalls ein Teil von Sachsen-Anhalt.
Am 20. Oktober 1946 wurde der Thüringer Landtag gewählt. Paul floh am 1. September 1947 in die amerikanische Besatzungszone. Die Sowjets ernannten den KPD/SED-Funktionär Werner Eggerath zu seinem Nachfolger.
In der Folgezeit gab es einige Grenzänderungen zwischen der amerikanischen und der sowjetischen Besatzungszone (siehe Geschichte der Verwaltungsgliederung Thüringens). 
1946 bekam das Land Thüringen eine Verfassung, und 1950 wurde der Regierungssitz von Weimar nach Erfurt verlegt. Das Gebiet des Landes Thüringen bestand nun aus dem ehemaligen Freistaat Thüringen ohne die Exklave Allstedt, ferner aus dem Gebiet des früheren preußischen Regierungsbezirkes Erfurt und der Herrschaft Schmalkalden mit einer Gesamtfläche von 15.585 km².
1949 wurde Thüringen Teil der DDR. Am 25. Juli 1952 beschloss der Landtag im Zuge einer Verwaltungsreform in der DDR das Gesetz über die weitere Demokratisierung des Aufbaus und der Arbeitsweise der staatlichen Organe in Thüringen. Damit wurde das Land seiner Funktion enthoben. Fortan bestanden die Bezirke Erfurt, Gera und Suhl, wobei die Bezirke Erfurt und Gera im Vergleich zum aufgelösten Land Thüringen Gebietsänderungen beziehungsweise Grenzbegradigungen zu den Nachbarländern Sachsen-Anhalt und Sachsen erfuhren, welche meist den gegenwärtigen Landesgrenzen entsprechen.
Tausende Thüringer nahmen am Aufstand vom 17. Juni 1953 teil.

## Freistaat Thüringen

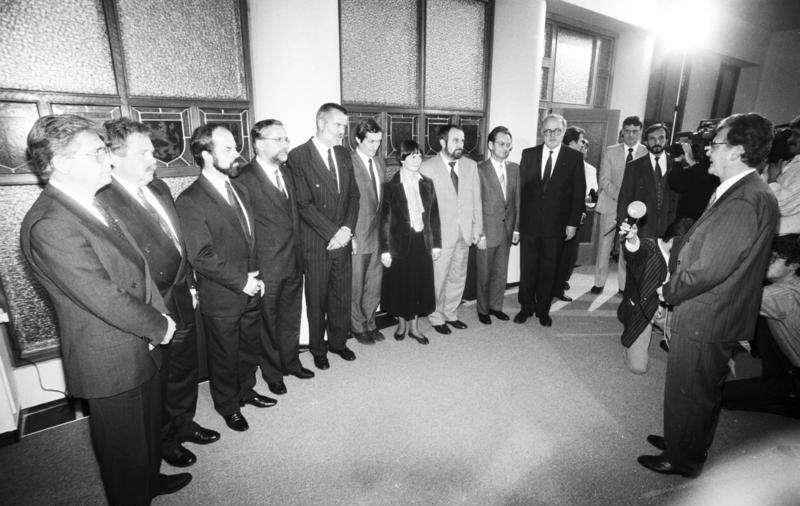
Das erste Kabinett des neu gegründeten Landes Thüringen nach seiner Ernennung am 8. November 1990 (Kabinett Duchač)

Nach der politischen Wende in der DDR wurde das Land Thüringen mit dem Ländereinführungsgesetz vom 22. Juli 1990 mit Wirkung zum 14. Oktober 1990, elf Tage nach der deutschen Wiedervereinigung, aus den Bezirken Erfurt, Gera und Suhl sowie unter Einbeziehung der Landkreise Altenburg, Schmölln (Bezirk Leipzig) und Artern (Bezirk Halle) wieder gebildet. Besonders umstritten war dies im Fall des Kreises Altenburg, wo sich in einer Bürgerbefragung 54 % für die Zugehörigkeit zu Sachsen ausgesprochen, der Kreistag aber in geheimer Abstimmung für Thüringen votiert hatte.
Ebenfalls gab es zahlreiche Bitten aus den Thüringer Kreisen des Bezirks Halle (Kreise Sangerhausen, Artern, Nebra und Naumburg, wo sich die alteingesessenen Bürger als „Thüringer“ wahrnehmen) um Angliederung an das neue Bundesland Thüringen, wobei nur dem Kreis Artern die Volksbefragung erlaubt und am 6. Mai 1990 durchgeführt wurde, mit dem Ergebnis von etwa 88 % für Thüringen bei 78 % Beteiligung. Den anderen Kreisen wurde eine Bürgerbefragung nicht erlaubt; sie wäre auch durch das Ländereinführungsgesetz nicht berücksichtigt worden. Alle Bemühungen der im Süden und Westen des Bezirks Halle ansässigen „Bürgerinitiative Nordthüringen“ oder auch „Vereinigung Nordthüringens mit dem Land Thüringen“ bis hin zur Anrufung des Bundesverfassungsgerichtes blieben erfolglos. Gleiches gilt auch für den fränkisch geprägten Süden Thüringens (Kreise Sonneberg, Hildburghausen und Meiningen) und das Fuldaische Ulstertal bei Geisa, wo Bürgerbefragungen ebenfalls nicht erlaubt wurden, um ein Abfallen dieser Regionen aus den vorgeschriebenen Grenzen zu verhindern. Im Jahr 1990 gab es wenig Zeit für innere Grenzstreitereien, die Wiedervereinigung sollte schnellstens vollzogen werden.
Die dabei entstandene Landesgrenze besteht in weiten Teilen schon seit dem Mittelalter und folgt heute im Wesentlichen dem 1815 auf dem Wiener Kongress festgelegten Verlauf, abgesehen von kleineren Korrekturen im Bereich einzelner Ortschaften. Lediglich die nördliche Hälfte der Grenze zu Sachsen-Anhalt zwischen dem Harz und Rastenberg kennt keine historischen Vorläufer als Landesgrenze und wurde 1944/45 und in leicht veränderter Form 1990 einer gedachten Mittellinie zwischen Erfurt und Halle folgend administrativ festgelegt.
Heute nennt sich das Land Freistaat Thüringen. Landeshauptstadt wurde 1990 Erfurt. 1992 wurden einige Gemeinden des früheren Bezirkes Gera sächsisch, siehe hierzu Geschichte der Verwaltungsgliederung Thüringens. Den Umbau der Verwaltung vom System der DDR hin zum System der BRD unterstützten die Länder Bayern, Hessen und Rheinland-Pfalz als Paten der Aufbauhilfe.
Auf einer Sitzung auf der Wartburg am 25. Oktober 1993 verabschiedete der Thüringer Landtag eine neue Verfassung, die am 30. Oktober 1993 vorläufig und am 16. Oktober 1994 nach einem Volksentscheid endgültig in Kraft gesetzt wurde.
Von 1990 bis 2014 war immer die CDU Regierungspartei, dabei von 1990 bis 1994 in einer Koalition mit der FDP und von 1994 bis 1999 sowie von 2009 bis 2014 in einer schwarz-roten Koalition mit der SPD. Ministerpräsidenten waren 1990 bis 1992 Josef Duchač, 1992 bis 2003 Bernhard Vogel, 2003 bis 2009 Dieter Althaus, 2009 bis 2014 Christine Lieberknecht. 2014 bis 2024 wurde Thüringen als erstes deutsches Bundesland von einem linken Ministerpräsidenten, Bodo Ramelow, unter einer rot-rot-grünen Koalition, regiert. Seit 2024 regiert Mario Voigt mit einer Koalition aus CDU, SPD und BSW.

## Baugeschichte
In Thüringen sind Bauwerke und archäologische Befunde aller Epochen der letzten 1300 Jahre erhalten. Nachfolgend werden einige wichtige unter ihnen genannt:
- Frühmittelalter:
  - Hasenburg bei Haynrode
  - Heidingsburg, als Vorgängerbau der Martinskirche bei Hetschburg
- Romanik bzw. Hochmittelalter:
  - Mühlburg (704) bei Mühlberg im Landkreis Gotha, gilt als ältestes noch erhaltenes Bauwerk in Thüringen
  - Veste Wachsenburg (932) bei Holzhausen im Ilm-Kreis
  - Burg Gleichen (1034) bei Wandersleben im Landkreis Gotha
  - Burg Henneberg (1037) bei Henneberg im Landkreis Schmalkalden-Meiningen
  - Burg Ranis (1085) in Ranis im Saale-Orla-Kreis
  - Martinskirche (um 1119) in Apolda
  - Wartburg (1067) bei Eisenach
  - Kloster Paulinzella (1103) bei Rottenbach im Landkreis Saalfeld-Rudolstadt
  - Erfurter Dom (1154) in Erfurt
  - Runneburg (um 1160) in Weißensee im Landkreis Sömmerda
  - Wasserburg Kapellendorf (um 1175) bei Kapellendorf im Landkreis Weimarer Land
  - Lobdeburg (um 1180) bei Jena
  - Leuchtenburg (um 1190) in Seitenroda im Saale-Holzland-Kreis
  - Osterburg (12. Jahrhundert) in Weida im Landkreis Greiz
  - Liebfrauenkirche (1215) in Arnstadt im Ilm-Kreis
- Gotik
  - Divi-Blasii-Kirche (1227) in Mühlhausen im Unstrut-Hainich-Kreis
  - Nordhäuser Dom (um 1250) in Nordhausen im Landkreis Nordhausen
  - Severikirche (1278) in Erfurt
  - Mühlhäuser Stadtbefestigung (um 1250) in Mühlhausen im Unstrut-Hainich-Kreis
  - Marienkirche (1317) in Mühlhausen, höchste Kirche Thüringens
  - zahlreiche Rathäuser und Stadtkirchen im ganzen Land entstanden im gotischen Stil zwischen 1380 und 1500.
- Renaissance
  - zahlreiche Schlösser und Rathäuser
    - Schlösser unter anderen in Sondershausen (1533), Schmalkalden (1585), Schleusingen (16. Jahrhundert) und Waltershausen (um 1550)
    - Rathäuser unter anderen von Saalfeld (1526), Gera (1573), Hildburghausen (1572) und Arnstadt (1581)

  - Herzogin Anna Amalia Bibliothek (1512) in Weimar
  - Veste Heldburg (1560) in Heldburg im Landkreis Hildburghausen
- Barock
  - Weimarer Stadtschloss (1619) in Weimar
  - Schloss Friedenstein (1643) in Gotha
  - Schloss Saalfeld (1677) in Saalfeld
  - Schloss Elisabethenburg (1682) in Meiningen
  - Goethes Gartenhaus (17. Jahrhundert) im Park an der Ilm in Weimar
  - Schloss Altenburg (frühes 18. Jahrhundert) in Altenburg
  - Kurmainzer Packhof (1705) am Anger in Erfurt
  - Stadtkirche (1719) in Waltershausen im Landkreis Gotha
  - Schloss Belvedere (1724) bei Weimar
  - Heidecksburg (1735) in Rudolstadt
  - Schloss Molsdorf (1736) in Molsdorf bei Erfurt
  - Jagdschloss Rathsfeld 1697 auf dem Kyffhäuser
  - Zitadelle Petersberg (17./18. Jahrhundert) in Erfurt
- Klassizismus
  - Weimarer Stadtschloss (1774) in Weimar
  - Stadtkirche Hildburghausen (1781) in Hildburghausen
  - Rathaus Zeulenroda (1825) in Zeulenroda-Triebes
- Romantik
  - Schloss Landsberg (1840) bei Meiningen
  - Wartburg (Wiederaufbau, 1838) bei Eisenach
- Moderne
  - Deutsches Nationaltheater (1907) in Weimar
  - Jentower (1972) in Jena
  - Bundesarbeitsgericht (1999) in Erfurt
  - Erfurter Hauptbahnhof (2004) in Erfurt

## Trivia
In den Bildhandschriften des Sachsenspiegels wird der Thüringer immer symbolhaft („redend“) mit einem Dörrfisch in der Hand dargestellt. Vom Thüringer leitet sich der Familienname Döring ab.
Waren die Landgrafen von Thüringen ursprünglich „Franzosen“? Armin Wolf im Genealogischen Jahrbuch Band 41